# Ván cờ bất tử

Hình động minh họa ván đấu

Ván cờ bất tử là tên gọi dành cho một ván đấu cờ vua nổi tiếng giữa Adolf Anderssen và Lionel Kieseritzky diễn ra vào ngày 21 tháng 6 năm 1851 khi hai kỳ thủ đang tham dự giải cờ vua quốc tế đầu tiên ở Luân Đôn. Tuy nhiên, đây không phải là một ván đấu chính thức, nó diễn ra vào thời gian nghỉ của giải đấu. Trong ván, Anderssen đã liên tục thí quân một cách táo bạo nhằm hướng đến chiến thắng và đó là yếu tố tạo nên một trong những ván cờ nổi tiếng nhất mọi thời đại. Ông đã thí lần lượt một Tượng rồi hai Xe, sau đó là Hậu, rồi chiếu hết đối thủ với hai Mã và quân Tượng còn lại. Ván đấu đã được gọi là một thành tựu "có lẽ không gì sánh bằng trong văn học cờ vua".

## Mô tả chung

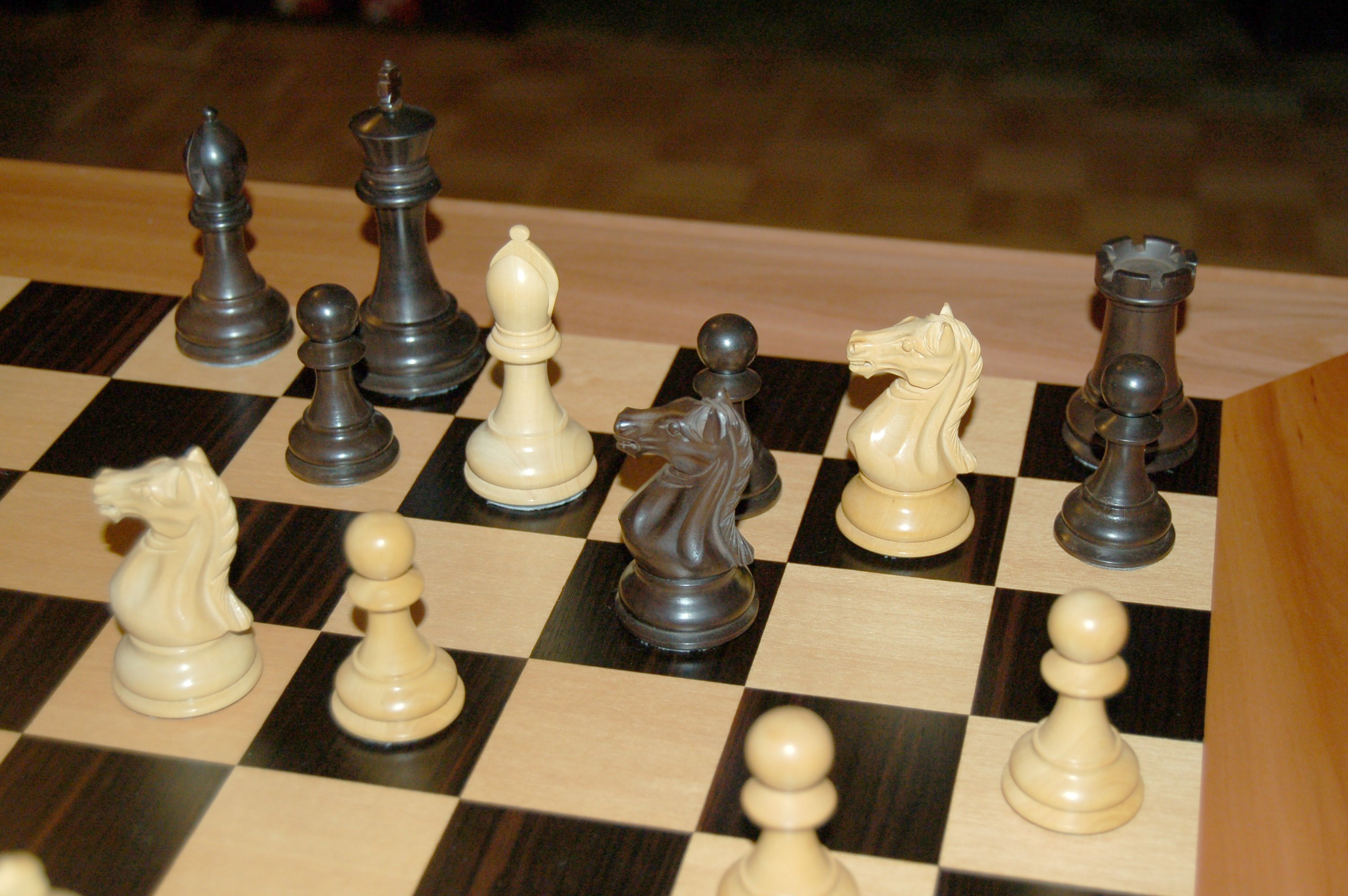
Thế chiếu hết trong Ván cờ bất tử

Adolf Anderssen là một trong những kỳ thủ mạnh nhất trong thời đại của ông, và sau chức vô địch tại Giải cờ vua quốc tế ở Luân Đôn nhiều người đã cho rằng ông là kỳ thủ số một thế giới tại thời điểm đó. Lionel Kieseritzky là một người đã sống ở Pháp trong phần lớn thời gian cuộc đời, công việc hàng ngày của ông là dạy và chơi cờ vua tại Café de la Régence ở Paris với mức phí năm franc một giờ. Kieseritzky nổi tiếng với việc luôn có thể đánh bại một người chơi kém hơn bất chấp việc cho đối phương có được một lợi thế nào đó, ví dụ như chấp một Hậu.
Ván đấu giữa hai kỳ thủ hàng đầu diễn ra tại nhà hàng Simpson's-in-the-Strand ở Luân Đôn, và đây không phải là ván đấu chính thức, nó được chơi trong thời gian nghỉ của giải đấu. Kieseritzky đã rất ấn tượng với ván đấu này, và ông đã gửi một bức điện trong đó mô tả những nước đi đến câu lạc bộ cờ vua Parisian của mình. Lionel Kieseritzky đã phổ biến những nước cờ trong tạp chí cờ của ông La Regence vào tháng 7 năm 1851 và ngay lập tức tạo sự chú ý. Trong cùng tháng đó, Bernhard Horwitz và Josef Kling cũng phổ biến những nước cờ trong báo The Chess Player ở Luân Đôn. Các nước cờ trong hai nguồn có đôi chút khác biệt, đáng chú ý là không có phần chiếu mat trong bản báo cáo của Kieseritzky. Trong tháng 8 năm 1855, Conrad Bayer phân tích các nước cờ trong các báo Vienna Chess dưới tiêu đề "Một ván cờ bất tử" và tên này cũng được sử dụng ở nhiều ngôn ngữ khác (tiếng Anh Immortal game).
Ván cờ đã được ca ngợi là một màn trình diễn xuất sắc theo phong cách thơ mộng phổ biến trong thế kỷ 19, khi mà phát triển lực lượng nhanh chóng cộng với tấn công được xem là cách hiệu quả nhất để dẫn đến chiến thắng, trong đó yếu tố "vật chất" thường không được coi trọng. Với những tình huống tấn công nhanh và những pha phản công, ván cờ này thường được chiêm ngưỡng lại nhiều lần, bất chấp việc có một vài nước đi không phải là tốt nhất theo tiêu chuẩn ngày nay.
Trong ván đấu này, Anderssen đã thắng bất chấp việc thí một Tượng (ở nước 11), hai Xe (từ nước 18), và Hậu (ở nước 22), qua đó chiếu hết Kieseritzky vốn chỉ mất đúng có ba Tốt. Việc Anderssen thí cả hai Xe cho thấy hai quân hoạt động tích cực có giá trị gấp hàng chục lần hai quân không tích cực. Sau này Anderssen đã thể hiện một phương pháp tiếp cận tương tự trong ván đấu có tên Ván cờ Evergreen.

## Diễn biến ván đấu
Người cầm quân Trắng: Adolf Anderssen   Người cầm quân Đen: Lionel Kieseritzky   Dạng khai cuộc: Gambit Vua (ECO C33)
1. e4 e5 2. f4
Đây là Gambit Vua: Anderssen mời đối phương ăn Tốt để đổi lấy lợi thế phát triển nhanh. Mặc dù đây là khai cuộc phổ biến hồi thế kỷ 19, nhưng ngày nay nó đã không còn được ưa dùng, khi mà các kỹ thuật phòng thủ đã được cải thiện kể từ thời của Anderssen
2... exf4
Kieseritzky nhận Tốt thí; phương án này có tên Gambit Vua tiếp nhận.
3. Tc4 Hh4+
Sau nước thứ ba ta được thế cờ có tên Gambit Tượng. Sau nước chiếu của Đen, Vua Trắng buộc phải di chuyển và không còn khả năng nhập thành. Tuy nhiên nước đi này cũng đặt Hậu vào một vị trí khá nguy hiểm, và Trắng có thể tấn công Hậu nhờ đó lợi "temp" phát triển với Mg1-f3.
|   | a | b | c | d | e | f | g | h |   |
| 8 | a8 black rook · b8 black knight · c8 black bishop · e8 black king · f8 black bishop · g8 black knight · h8 black rook · a7 black pawn · c7 black pawn · d7 black pawn · f7 black pawn · g7 black pawn · h7 black pawn · b5 black pawn · c4 white bishop · e4 white pawn · f4 black pawn · h4 black queen · a2 white pawn · b2 white pawn · c2 white pawn · d2 white pawn · g2 white pawn · h2 white pawn · a1 white rook · b1 white knight · c1 white bishop · d1 white queen · f1 white king · g1 white knight · h1 white rook | a8 black rook · b8 black knight · c8 black bishop · e8 black king · f8 black bishop · g8 black knight · h8 black rook · a7 black pawn · c7 black pawn · d7 black pawn · f7 black pawn · g7 black pawn · h7 black pawn · b5 black pawn · c4 white bishop · e4 white pawn · f4 black pawn · h4 black queen · a2 white pawn · b2 white pawn · c2 white pawn · d2 white pawn · g2 white pawn · h2 white pawn · a1 white rook · b1 white knight · c1 white bishop · d1 white queen · f1 white king · g1 white knight · h1 white rook | a8 black rook · b8 black knight · c8 black bishop · e8 black king · f8 black bishop · g8 black knight · h8 black rook · a7 black pawn · c7 black pawn · d7 black pawn · f7 black pawn · g7 black pawn · h7 black pawn · b5 black pawn · c4 white bishop · e4 white pawn · f4 black pawn · h4 black queen · a2 white pawn · b2 white pawn · c2 white pawn · d2 white pawn · g2 white pawn · h2 white pawn · a1 white rook · b1 white knight · c1 white bishop · d1 white queen · f1 white king · g1 white knight · h1 white rook | a8 black rook · b8 black knight · c8 black bishop · e8 black king · f8 black bishop · g8 black knight · h8 black rook · a7 black pawn · c7 black pawn · d7 black pawn · f7 black pawn · g7 black pawn · h7 black pawn · b5 black pawn · c4 white bishop · e4 white pawn · f4 black pawn · h4 black queen · a2 white pawn · b2 white pawn · c2 white pawn · d2 white pawn · g2 white pawn · h2 white pawn · a1 white rook · b1 white knight · c1 white bishop · d1 white queen · f1 white king · g1 white knight · h1 white rook | a8 black rook · b8 black knight · c8 black bishop · e8 black king · f8 black bishop · g8 black knight · h8 black rook · a7 black pawn · c7 black pawn · d7 black pawn · f7 black pawn · g7 black pawn · h7 black pawn · b5 black pawn · c4 white bishop · e4 white pawn · f4 black pawn · h4 black queen · a2 white pawn · b2 white pawn · c2 white pawn · d2 white pawn · g2 white pawn · h2 white pawn · a1 white rook · b1 white knight · c1 white bishop · d1 white queen · f1 white king · g1 white knight · h1 white rook | a8 black rook · b8 black knight · c8 black bishop · e8 black king · f8 black bishop · g8 black knight · h8 black rook · a7 black pawn · c7 black pawn · d7 black pawn · f7 black pawn · g7 black pawn · h7 black pawn · b5 black pawn · c4 white bishop · e4 white pawn · f4 black pawn · h4 black queen · a2 white pawn · b2 white pawn · c2 white pawn · d2 white pawn · g2 white pawn · h2 white pawn · a1 white rook · b1 white knight · c1 white bishop · d1 white queen · f1 white king · g1 white knight · h1 white rook | a8 black rook · b8 black knight · c8 black bishop · e8 black king · f8 black bishop · g8 black knight · h8 black rook · a7 black pawn · c7 black pawn · d7 black pawn · f7 black pawn · g7 black pawn · h7 black pawn · b5 black pawn · c4 white bishop · e4 white pawn · f4 black pawn · h4 black queen · a2 white pawn · b2 white pawn · c2 white pawn · d2 white pawn · g2 white pawn · h2 white pawn · a1 white rook · b1 white knight · c1 white bishop · d1 white queen · f1 white king · g1 white knight · h1 white rook | a8 black rook · b8 black knight · c8 black bishop · e8 black king · f8 black bishop · g8 black knight · h8 black rook · a7 black pawn · c7 black pawn · d7 black pawn · f7 black pawn · g7 black pawn · h7 black pawn · b5 black pawn · c4 white bishop · e4 white pawn · f4 black pawn · h4 black queen · a2 white pawn · b2 white pawn · c2 white pawn · d2 white pawn · g2 white pawn · h2 white pawn · a1 white rook · b1 white knight · c1 white bishop · d1 white queen · f1 white king · g1 white knight · h1 white rook | 8 |
| 7 | a8 black rook · b8 black knight · c8 black bishop · e8 black king · f8 black bishop · g8 black knight · h8 black rook · a7 black pawn · c7 black pawn · d7 black pawn · f7 black pawn · g7 black pawn · h7 black pawn · b5 black pawn · c4 white bishop · e4 white pawn · f4 black pawn · h4 black queen · a2 white pawn · b2 white pawn · c2 white pawn · d2 white pawn · g2 white pawn · h2 white pawn · a1 white rook · b1 white knight · c1 white bishop · d1 white queen · f1 white king · g1 white knight · h1 white rook | a8 black rook · b8 black knight · c8 black bishop · e8 black king · f8 black bishop · g8 black knight · h8 black rook · a7 black pawn · c7 black pawn · d7 black pawn · f7 black pawn · g7 black pawn · h7 black pawn · b5 black pawn · c4 white bishop · e4 white pawn · f4 black pawn · h4 black queen · a2 white pawn · b2 white pawn · c2 white pawn · d2 white pawn · g2 white pawn · h2 white pawn · a1 white rook · b1 white knight · c1 white bishop · d1 white queen · f1 white king · g1 white knight · h1 white rook | a8 black rook · b8 black knight · c8 black bishop · e8 black king · f8 black bishop · g8 black knight · h8 black rook · a7 black pawn · c7 black pawn · d7 black pawn · f7 black pawn · g7 black pawn · h7 black pawn · b5 black pawn · c4 white bishop · e4 white pawn · f4 black pawn · h4 black queen · a2 white pawn · b2 white pawn · c2 white pawn · d2 white pawn · g2 white pawn · h2 white pawn · a1 white rook · b1 white knight · c1 white bishop · d1 white queen · f1 white king · g1 white knight · h1 white rook | a8 black rook · b8 black knight · c8 black bishop · e8 black king · f8 black bishop · g8 black knight · h8 black rook · a7 black pawn · c7 black pawn · d7 black pawn · f7 black pawn · g7 black pawn · h7 black pawn · b5 black pawn · c4 white bishop · e4 white pawn · f4 black pawn · h4 black queen · a2 white pawn · b2 white pawn · c2 white pawn · d2 white pawn · g2 white pawn · h2 white pawn · a1 white rook · b1 white knight · c1 white bishop · d1 white queen · f1 white king · g1 white knight · h1 white rook | a8 black rook · b8 black knight · c8 black bishop · e8 black king · f8 black bishop · g8 black knight · h8 black rook · a7 black pawn · c7 black pawn · d7 black pawn · f7 black pawn · g7 black pawn · h7 black pawn · b5 black pawn · c4 white bishop · e4 white pawn · f4 black pawn · h4 black queen · a2 white pawn · b2 white pawn · c2 white pawn · d2 white pawn · g2 white pawn · h2 white pawn · a1 white rook · b1 white knight · c1 white bishop · d1 white queen · f1 white king · g1 white knight · h1 white rook | a8 black rook · b8 black knight · c8 black bishop · e8 black king · f8 black bishop · g8 black knight · h8 black rook · a7 black pawn · c7 black pawn · d7 black pawn · f7 black pawn · g7 black pawn · h7 black pawn · b5 black pawn · c4 white bishop · e4 white pawn · f4 black pawn · h4 black queen · a2 white pawn · b2 white pawn · c2 white pawn · d2 white pawn · g2 white pawn · h2 white pawn · a1 white rook · b1 white knight · c1 white bishop · d1 white queen · f1 white king · g1 white knight · h1 white rook | a8 black rook · b8 black knight · c8 black bishop · e8 black king · f8 black bishop · g8 black knight · h8 black rook · a7 black pawn · c7 black pawn · d7 black pawn · f7 black pawn · g7 black pawn · h7 black pawn · b5 black pawn · c4 white bishop · e4 white pawn · f4 black pawn · h4 black queen · a2 white pawn · b2 white pawn · c2 white pawn · d2 white pawn · g2 white pawn · h2 white pawn · a1 white rook · b1 white knight · c1 white bishop · d1 white queen · f1 white king · g1 white knight · h1 white rook | a8 black rook · b8 black knight · c8 black bishop · e8 black king · f8 black bishop · g8 black knight · h8 black rook · a7 black pawn · c7 black pawn · d7 black pawn · f7 black pawn · g7 black pawn · h7 black pawn · b5 black pawn · c4 white bishop · e4 white pawn · f4 black pawn · h4 black queen · a2 white pawn · b2 white pawn · c2 white pawn · d2 white pawn · g2 white pawn · h2 white pawn · a1 white rook · b1 white knight · c1 white bishop · d1 white queen · f1 white king · g1 white knight · h1 white rook | 7 |
| 6 | a8 black rook · b8 black knight · c8 black bishop · e8 black king · f8 black bishop · g8 black knight · h8 black rook · a7 black pawn · c7 black pawn · d7 black pawn · f7 black pawn · g7 black pawn · h7 black pawn · b5 black pawn · c4 white bishop · e4 white pawn · f4 black pawn · h4 black queen · a2 white pawn · b2 white pawn · c2 white pawn · d2 white pawn · g2 white pawn · h2 white pawn · a1 white rook · b1 white knight · c1 white bishop · d1 white queen · f1 white king · g1 white knight · h1 white rook | a8 black rook · b8 black knight · c8 black bishop · e8 black king · f8 black bishop · g8 black knight · h8 black rook · a7 black pawn · c7 black pawn · d7 black pawn · f7 black pawn · g7 black pawn · h7 black pawn · b5 black pawn · c4 white bishop · e4 white pawn · f4 black pawn · h4 black queen · a2 white pawn · b2 white pawn · c2 white pawn · d2 white pawn · g2 white pawn · h2 white pawn · a1 white rook · b1 white knight · c1 white bishop · d1 white queen · f1 white king · g1 white knight · h1 white rook | a8 black rook · b8 black knight · c8 black bishop · e8 black king · f8 black bishop · g8 black knight · h8 black rook · a7 black pawn · c7 black pawn · d7 black pawn · f7 black pawn · g7 black pawn · h7 black pawn · b5 black pawn · c4 white bishop · e4 white pawn · f4 black pawn · h4 black queen · a2 white pawn · b2 white pawn · c2 white pawn · d2 white pawn · g2 white pawn · h2 white pawn · a1 white rook · b1 white knight · c1 white bishop · d1 white queen · f1 white king · g1 white knight · h1 white rook | a8 black rook · b8 black knight · c8 black bishop · e8 black king · f8 black bishop · g8 black knight · h8 black rook · a7 black pawn · c7 black pawn · d7 black pawn · f7 black pawn · g7 black pawn · h7 black pawn · b5 black pawn · c4 white bishop · e4 white pawn · f4 black pawn · h4 black queen · a2 white pawn · b2 white pawn · c2 white pawn · d2 white pawn · g2 white pawn · h2 white pawn · a1 white rook · b1 white knight · c1 white bishop · d1 white queen · f1 white king · g1 white knight · h1 white rook | a8 black rook · b8 black knight · c8 black bishop · e8 black king · f8 black bishop · g8 black knight · h8 black rook · a7 black pawn · c7 black pawn · d7 black pawn · f7 black pawn · g7 black pawn · h7 black pawn · b5 black pawn · c4 white bishop · e4 white pawn · f4 black pawn · h4 black queen · a2 white pawn · b2 white pawn · c2 white pawn · d2 white pawn · g2 white pawn · h2 white pawn · a1 white rook · b1 white knight · c1 white bishop · d1 white queen · f1 white king · g1 white knight · h1 white rook | a8 black rook · b8 black knight · c8 black bishop · e8 black king · f8 black bishop · g8 black knight · h8 black rook · a7 black pawn · c7 black pawn · d7 black pawn · f7 black pawn · g7 black pawn · h7 black pawn · b5 black pawn · c4 white bishop · e4 white pawn · f4 black pawn · h4 black queen · a2 white pawn · b2 white pawn · c2 white pawn · d2 white pawn · g2 white pawn · h2 white pawn · a1 white rook · b1 white knight · c1 white bishop · d1 white queen · f1 white king · g1 white knight · h1 white rook | a8 black rook · b8 black knight · c8 black bishop · e8 black king · f8 black bishop · g8 black knight · h8 black rook · a7 black pawn · c7 black pawn · d7 black pawn · f7 black pawn · g7 black pawn · h7 black pawn · b5 black pawn · c4 white bishop · e4 white pawn · f4 black pawn · h4 black queen · a2 white pawn · b2 white pawn · c2 white pawn · d2 white pawn · g2 white pawn · h2 white pawn · a1 white rook · b1 white knight · c1 white bishop · d1 white queen · f1 white king · g1 white knight · h1 white rook | a8 black rook · b8 black knight · c8 black bishop · e8 black king · f8 black bishop · g8 black knight · h8 black rook · a7 black pawn · c7 black pawn · d7 black pawn · f7 black pawn · g7 black pawn · h7 black pawn · b5 black pawn · c4 white bishop · e4 white pawn · f4 black pawn · h4 black queen · a2 white pawn · b2 white pawn · c2 white pawn · d2 white pawn · g2 white pawn · h2 white pawn · a1 white rook · b1 white knight · c1 white bishop · d1 white queen · f1 white king · g1 white knight · h1 white rook | 6 |
| 5 | a8 black rook · b8 black knight · c8 black bishop · e8 black king · f8 black bishop · g8 black knight · h8 black rook · a7 black pawn · c7 black pawn · d7 black pawn · f7 black pawn · g7 black pawn · h7 black pawn · b5 black pawn · c4 white bishop · e4 white pawn · f4 black pawn · h4 black queen · a2 white pawn · b2 white pawn · c2 white pawn · d2 white pawn · g2 white pawn · h2 white pawn · a1 white rook · b1 white knight · c1 white bishop · d1 white queen · f1 white king · g1 white knight · h1 white rook | a8 black rook · b8 black knight · c8 black bishop · e8 black king · f8 black bishop · g8 black knight · h8 black rook · a7 black pawn · c7 black pawn · d7 black pawn · f7 black pawn · g7 black pawn · h7 black pawn · b5 black pawn · c4 white bishop · e4 white pawn · f4 black pawn · h4 black queen · a2 white pawn · b2 white pawn · c2 white pawn · d2 white pawn · g2 white pawn · h2 white pawn · a1 white rook · b1 white knight · c1 white bishop · d1 white queen · f1 white king · g1 white knight · h1 white rook | a8 black rook · b8 black knight · c8 black bishop · e8 black king · f8 black bishop · g8 black knight · h8 black rook · a7 black pawn · c7 black pawn · d7 black pawn · f7 black pawn · g7 black pawn · h7 black pawn · b5 black pawn · c4 white bishop · e4 white pawn · f4 black pawn · h4 black queen · a2 white pawn · b2 white pawn · c2 white pawn · d2 white pawn · g2 white pawn · h2 white pawn · a1 white rook · b1 white knight · c1 white bishop · d1 white queen · f1 white king · g1 white knight · h1 white rook | a8 black rook · b8 black knight · c8 black bishop · e8 black king · f8 black bishop · g8 black knight · h8 black rook · a7 black pawn · c7 black pawn · d7 black pawn · f7 black pawn · g7 black pawn · h7 black pawn · b5 black pawn · c4 white bishop · e4 white pawn · f4 black pawn · h4 black queen · a2 white pawn · b2 white pawn · c2 white pawn · d2 white pawn · g2 white pawn · h2 white pawn · a1 white rook · b1 white knight · c1 white bishop · d1 white queen · f1 white king · g1 white knight · h1 white rook | a8 black rook · b8 black knight · c8 black bishop · e8 black king · f8 black bishop · g8 black knight · h8 black rook · a7 black pawn · c7 black pawn · d7 black pawn · f7 black pawn · g7 black pawn · h7 black pawn · b5 black pawn · c4 white bishop · e4 white pawn · f4 black pawn · h4 black queen · a2 white pawn · b2 white pawn · c2 white pawn · d2 white pawn · g2 white pawn · h2 white pawn · a1 white rook · b1 white knight · c1 white bishop · d1 white queen · f1 white king · g1 white knight · h1 white rook | a8 black rook · b8 black knight · c8 black bishop · e8 black king · f8 black bishop · g8 black knight · h8 black rook · a7 black pawn · c7 black pawn · d7 black pawn · f7 black pawn · g7 black pawn · h7 black pawn · b5 black pawn · c4 white bishop · e4 white pawn · f4 black pawn · h4 black queen · a2 white pawn · b2 white pawn · c2 white pawn · d2 white pawn · g2 white pawn · h2 white pawn · a1 white rook · b1 white knight · c1 white bishop · d1 white queen · f1 white king · g1 white knight · h1 white rook | a8 black rook · b8 black knight · c8 black bishop · e8 black king · f8 black bishop · g8 black knight · h8 black rook · a7 black pawn · c7 black pawn · d7 black pawn · f7 black pawn · g7 black pawn · h7 black pawn · b5 black pawn · c4 white bishop · e4 white pawn · f4 black pawn · h4 black queen · a2 white pawn · b2 white pawn · c2 white pawn · d2 white pawn · g2 white pawn · h2 white pawn · a1 white rook · b1 white knight · c1 white bishop · d1 white queen · f1 white king · g1 white knight · h1 white rook | a8 black rook · b8 black knight · c8 black bishop · e8 black king · f8 black bishop · g8 black knight · h8 black rook · a7 black pawn · c7 black pawn · d7 black pawn · f7 black pawn · g7 black pawn · h7 black pawn · b5 black pawn · c4 white bishop · e4 white pawn · f4 black pawn · h4 black queen · a2 white pawn · b2 white pawn · c2 white pawn · d2 white pawn · g2 white pawn · h2 white pawn · a1 white rook · b1 white knight · c1 white bishop · d1 white queen · f1 white king · g1 white knight · h1 white rook | 5 |
| 4 | a8 black rook · b8 black knight · c8 black bishop · e8 black king · f8 black bishop · g8 black knight · h8 black rook · a7 black pawn · c7 black pawn · d7 black pawn · f7 black pawn · g7 black pawn · h7 black pawn · b5 black pawn · c4 white bishop · e4 white pawn · f4 black pawn · h4 black queen · a2 white pawn · b2 white pawn · c2 white pawn · d2 white pawn · g2 white pawn · h2 white pawn · a1 white rook · b1 white knight · c1 white bishop · d1 white queen · f1 white king · g1 white knight · h1 white rook | a8 black rook · b8 black knight · c8 black bishop · e8 black king · f8 black bishop · g8 black knight · h8 black rook · a7 black pawn · c7 black pawn · d7 black pawn · f7 black pawn · g7 black pawn · h7 black pawn · b5 black pawn · c4 white bishop · e4 white pawn · f4 black pawn · h4 black queen · a2 white pawn · b2 white pawn · c2 white pawn · d2 white pawn · g2 white pawn · h2 white pawn · a1 white rook · b1 white knight · c1 white bishop · d1 white queen · f1 white king · g1 white knight · h1 white rook | a8 black rook · b8 black knight · c8 black bishop · e8 black king · f8 black bishop · g8 black knight · h8 black rook · a7 black pawn · c7 black pawn · d7 black pawn · f7 black pawn · g7 black pawn · h7 black pawn · b5 black pawn · c4 white bishop · e4 white pawn · f4 black pawn · h4 black queen · a2 white pawn · b2 white pawn · c2 white pawn · d2 white pawn · g2 white pawn · h2 white pawn · a1 white rook · b1 white knight · c1 white bishop · d1 white queen · f1 white king · g1 white knight · h1 white rook | a8 black rook · b8 black knight · c8 black bishop · e8 black king · f8 black bishop · g8 black knight · h8 black rook · a7 black pawn · c7 black pawn · d7 black pawn · f7 black pawn · g7 black pawn · h7 black pawn · b5 black pawn · c4 white bishop · e4 white pawn · f4 black pawn · h4 black queen · a2 white pawn · b2 white pawn · c2 white pawn · d2 white pawn · g2 white pawn · h2 white pawn · a1 white rook · b1 white knight · c1 white bishop · d1 white queen · f1 white king · g1 white knight · h1 white rook | a8 black rook · b8 black knight · c8 black bishop · e8 black king · f8 black bishop · g8 black knight · h8 black rook · a7 black pawn · c7 black pawn · d7 black pawn · f7 black pawn · g7 black pawn · h7 black pawn · b5 black pawn · c4 white bishop · e4 white pawn · f4 black pawn · h4 black queen · a2 white pawn · b2 white pawn · c2 white pawn · d2 white pawn · g2 white pawn · h2 white pawn · a1 white rook · b1 white knight · c1 white bishop · d1 white queen · f1 white king · g1 white knight · h1 white rook | a8 black rook · b8 black knight · c8 black bishop · e8 black king · f8 black bishop · g8 black knight · h8 black rook · a7 black pawn · c7 black pawn · d7 black pawn · f7 black pawn · g7 black pawn · h7 black pawn · b5 black pawn · c4 white bishop · e4 white pawn · f4 black pawn · h4 black queen · a2 white pawn · b2 white pawn · c2 white pawn · d2 white pawn · g2 white pawn · h2 white pawn · a1 white rook · b1 white knight · c1 white bishop · d1 white queen · f1 white king · g1 white knight · h1 white rook | a8 black rook · b8 black knight · c8 black bishop · e8 black king · f8 black bishop · g8 black knight · h8 black rook · a7 black pawn · c7 black pawn · d7 black pawn · f7 black pawn · g7 black pawn · h7 black pawn · b5 black pawn · c4 white bishop · e4 white pawn · f4 black pawn · h4 black queen · a2 white pawn · b2 white pawn · c2 white pawn · d2 white pawn · g2 white pawn · h2 white pawn · a1 white rook · b1 white knight · c1 white bishop · d1 white queen · f1 white king · g1 white knight · h1 white rook | a8 black rook · b8 black knight · c8 black bishop · e8 black king · f8 black bishop · g8 black knight · h8 black rook · a7 black pawn · c7 black pawn · d7 black pawn · f7 black pawn · g7 black pawn · h7 black pawn · b5 black pawn · c4 white bishop · e4 white pawn · f4 black pawn · h4 black queen · a2 white pawn · b2 white pawn · c2 white pawn · d2 white pawn · g2 white pawn · h2 white pawn · a1 white rook · b1 white knight · c1 white bishop · d1 white queen · f1 white king · g1 white knight · h1 white rook | 4 |
| 3 | a8 black rook · b8 black knight · c8 black bishop · e8 black king · f8 black bishop · g8 black knight · h8 black rook · a7 black pawn · c7 black pawn · d7 black pawn · f7 black pawn · g7 black pawn · h7 black pawn · b5 black pawn · c4 white bishop · e4 white pawn · f4 black pawn · h4 black queen · a2 white pawn · b2 white pawn · c2 white pawn · d2 white pawn · g2 white pawn · h2 white pawn · a1 white rook · b1 white knight · c1 white bishop · d1 white queen · f1 white king · g1 white knight · h1 white rook | a8 black rook · b8 black knight · c8 black bishop · e8 black king · f8 black bishop · g8 black knight · h8 black rook · a7 black pawn · c7 black pawn · d7 black pawn · f7 black pawn · g7 black pawn · h7 black pawn · b5 black pawn · c4 white bishop · e4 white pawn · f4 black pawn · h4 black queen · a2 white pawn · b2 white pawn · c2 white pawn · d2 white pawn · g2 white pawn · h2 white pawn · a1 white rook · b1 white knight · c1 white bishop · d1 white queen · f1 white king · g1 white knight · h1 white rook | a8 black rook · b8 black knight · c8 black bishop · e8 black king · f8 black bishop · g8 black knight · h8 black rook · a7 black pawn · c7 black pawn · d7 black pawn · f7 black pawn · g7 black pawn · h7 black pawn · b5 black pawn · c4 white bishop · e4 white pawn · f4 black pawn · h4 black queen · a2 white pawn · b2 white pawn · c2 white pawn · d2 white pawn · g2 white pawn · h2 white pawn · a1 white rook · b1 white knight · c1 white bishop · d1 white queen · f1 white king · g1 white knight · h1 white rook | a8 black rook · b8 black knight · c8 black bishop · e8 black king · f8 black bishop · g8 black knight · h8 black rook · a7 black pawn · c7 black pawn · d7 black pawn · f7 black pawn · g7 black pawn · h7 black pawn · b5 black pawn · c4 white bishop · e4 white pawn · f4 black pawn · h4 black queen · a2 white pawn · b2 white pawn · c2 white pawn · d2 white pawn · g2 white pawn · h2 white pawn · a1 white rook · b1 white knight · c1 white bishop · d1 white queen · f1 white king · g1 white knight · h1 white rook | a8 black rook · b8 black knight · c8 black bishop · e8 black king · f8 black bishop · g8 black knight · h8 black rook · a7 black pawn · c7 black pawn · d7 black pawn · f7 black pawn · g7 black pawn · h7 black pawn · b5 black pawn · c4 white bishop · e4 white pawn · f4 black pawn · h4 black queen · a2 white pawn · b2 white pawn · c2 white pawn · d2 white pawn · g2 white pawn · h2 white pawn · a1 white rook · b1 white knight · c1 white bishop · d1 white queen · f1 white king · g1 white knight · h1 white rook | a8 black rook · b8 black knight · c8 black bishop · e8 black king · f8 black bishop · g8 black knight · h8 black rook · a7 black pawn · c7 black pawn · d7 black pawn · f7 black pawn · g7 black pawn · h7 black pawn · b5 black pawn · c4 white bishop · e4 white pawn · f4 black pawn · h4 black queen · a2 white pawn · b2 white pawn · c2 white pawn · d2 white pawn · g2 white pawn · h2 white pawn · a1 white rook · b1 white knight · c1 white bishop · d1 white queen · f1 white king · g1 white knight · h1 white rook | a8 black rook · b8 black knight · c8 black bishop · e8 black king · f8 black bishop · g8 black knight · h8 black rook · a7 black pawn · c7 black pawn · d7 black pawn · f7 black pawn · g7 black pawn · h7 black pawn · b5 black pawn · c4 white bishop · e4 white pawn · f4 black pawn · h4 black queen · a2 white pawn · b2 white pawn · c2 white pawn · d2 white pawn · g2 white pawn · h2 white pawn · a1 white rook · b1 white knight · c1 white bishop · d1 white queen · f1 white king · g1 white knight · h1 white rook | a8 black rook · b8 black knight · c8 black bishop · e8 black king · f8 black bishop · g8 black knight · h8 black rook · a7 black pawn · c7 black pawn · d7 black pawn · f7 black pawn · g7 black pawn · h7 black pawn · b5 black pawn · c4 white bishop · e4 white pawn · f4 black pawn · h4 black queen · a2 white pawn · b2 white pawn · c2 white pawn · d2 white pawn · g2 white pawn · h2 white pawn · a1 white rook · b1 white knight · c1 white bishop · d1 white queen · f1 white king · g1 white knight · h1 white rook | 3 |
| 2 | a8 black rook · b8 black knight · c8 black bishop · e8 black king · f8 black bishop · g8 black knight · h8 black rook · a7 black pawn · c7 black pawn · d7 black pawn · f7 black pawn · g7 black pawn · h7 black pawn · b5 black pawn · c4 white bishop · e4 white pawn · f4 black pawn · h4 black queen · a2 white pawn · b2 white pawn · c2 white pawn · d2 white pawn · g2 white pawn · h2 white pawn · a1 white rook · b1 white knight · c1 white bishop · d1 white queen · f1 white king · g1 white knight · h1 white rook | a8 black rook · b8 black knight · c8 black bishop · e8 black king · f8 black bishop · g8 black knight · h8 black rook · a7 black pawn · c7 black pawn · d7 black pawn · f7 black pawn · g7 black pawn · h7 black pawn · b5 black pawn · c4 white bishop · e4 white pawn · f4 black pawn · h4 black queen · a2 white pawn · b2 white pawn · c2 white pawn · d2 white pawn · g2 white pawn · h2 white pawn · a1 white rook · b1 white knight · c1 white bishop · d1 white queen · f1 white king · g1 white knight · h1 white rook | a8 black rook · b8 black knight · c8 black bishop · e8 black king · f8 black bishop · g8 black knight · h8 black rook · a7 black pawn · c7 black pawn · d7 black pawn · f7 black pawn · g7 black pawn · h7 black pawn · b5 black pawn · c4 white bishop · e4 white pawn · f4 black pawn · h4 black queen · a2 white pawn · b2 white pawn · c2 white pawn · d2 white pawn · g2 white pawn · h2 white pawn · a1 white rook · b1 white knight · c1 white bishop · d1 white queen · f1 white king · g1 white knight · h1 white rook | a8 black rook · b8 black knight · c8 black bishop · e8 black king · f8 black bishop · g8 black knight · h8 black rook · a7 black pawn · c7 black pawn · d7 black pawn · f7 black pawn · g7 black pawn · h7 black pawn · b5 black pawn · c4 white bishop · e4 white pawn · f4 black pawn · h4 black queen · a2 white pawn · b2 white pawn · c2 white pawn · d2 white pawn · g2 white pawn · h2 white pawn · a1 white rook · b1 white knight · c1 white bishop · d1 white queen · f1 white king · g1 white knight · h1 white rook | a8 black rook · b8 black knight · c8 black bishop · e8 black king · f8 black bishop · g8 black knight · h8 black rook · a7 black pawn · c7 black pawn · d7 black pawn · f7 black pawn · g7 black pawn · h7 black pawn · b5 black pawn · c4 white bishop · e4 white pawn · f4 black pawn · h4 black queen · a2 white pawn · b2 white pawn · c2 white pawn · d2 white pawn · g2 white pawn · h2 white pawn · a1 white rook · b1 white knight · c1 white bishop · d1 white queen · f1 white king · g1 white knight · h1 white rook | a8 black rook · b8 black knight · c8 black bishop · e8 black king · f8 black bishop · g8 black knight · h8 black rook · a7 black pawn · c7 black pawn · d7 black pawn · f7 black pawn · g7 black pawn · h7 black pawn · b5 black pawn · c4 white bishop · e4 white pawn · f4 black pawn · h4 black queen · a2 white pawn · b2 white pawn · c2 white pawn · d2 white pawn · g2 white pawn · h2 white pawn · a1 white rook · b1 white knight · c1 white bishop · d1 white queen · f1 white king · g1 white knight · h1 white rook | a8 black rook · b8 black knight · c8 black bishop · e8 black king · f8 black bishop · g8 black knight · h8 black rook · a7 black pawn · c7 black pawn · d7 black pawn · f7 black pawn · g7 black pawn · h7 black pawn · b5 black pawn · c4 white bishop · e4 white pawn · f4 black pawn · h4 black queen · a2 white pawn · b2 white pawn · c2 white pawn · d2 white pawn · g2 white pawn · h2 white pawn · a1 white rook · b1 white knight · c1 white bishop · d1 white queen · f1 white king · g1 white knight · h1 white rook | a8 black rook · b8 black knight · c8 black bishop · e8 black king · f8 black bishop · g8 black knight · h8 black rook · a7 black pawn · c7 black pawn · d7 black pawn · f7 black pawn · g7 black pawn · h7 black pawn · b5 black pawn · c4 white bishop · e4 white pawn · f4 black pawn · h4 black queen · a2 white pawn · b2 white pawn · c2 white pawn · d2 white pawn · g2 white pawn · h2 white pawn · a1 white rook · b1 white knight · c1 white bishop · d1 white queen · f1 white king · g1 white knight · h1 white rook | 2 |
| 1 | a8 black rook · b8 black knight · c8 black bishop · e8 black king · f8 black bishop · g8 black knight · h8 black rook · a7 black pawn · c7 black pawn · d7 black pawn · f7 black pawn · g7 black pawn · h7 black pawn · b5 black pawn · c4 white bishop · e4 white pawn · f4 black pawn · h4 black queen · a2 white pawn · b2 white pawn · c2 white pawn · d2 white pawn · g2 white pawn · h2 white pawn · a1 white rook · b1 white knight · c1 white bishop · d1 white queen · f1 white king · g1 white knight · h1 white rook | a8 black rook · b8 black knight · c8 black bishop · e8 black king · f8 black bishop · g8 black knight · h8 black rook · a7 black pawn · c7 black pawn · d7 black pawn · f7 black pawn · g7 black pawn · h7 black pawn · b5 black pawn · c4 white bishop · e4 white pawn · f4 black pawn · h4 black queen · a2 white pawn · b2 white pawn · c2 white pawn · d2 white pawn · g2 white pawn · h2 white pawn · a1 white rook · b1 white knight · c1 white bishop · d1 white queen · f1 white king · g1 white knight · h1 white rook | a8 black rook · b8 black knight · c8 black bishop · e8 black king · f8 black bishop · g8 black knight · h8 black rook · a7 black pawn · c7 black pawn · d7 black pawn · f7 black pawn · g7 black pawn · h7 black pawn · b5 black pawn · c4 white bishop · e4 white pawn · f4 black pawn · h4 black queen · a2 white pawn · b2 white pawn · c2 white pawn · d2 white pawn · g2 white pawn · h2 white pawn · a1 white rook · b1 white knight · c1 white bishop · d1 white queen · f1 white king · g1 white knight · h1 white rook | a8 black rook · b8 black knight · c8 black bishop · e8 black king · f8 black bishop · g8 black knight · h8 black rook · a7 black pawn · c7 black pawn · d7 black pawn · f7 black pawn · g7 black pawn · h7 black pawn · b5 black pawn · c4 white bishop · e4 white pawn · f4 black pawn · h4 black queen · a2 white pawn · b2 white pawn · c2 white pawn · d2 white pawn · g2 white pawn · h2 white pawn · a1 white rook · b1 white knight · c1 white bishop · d1 white queen · f1 white king · g1 white knight · h1 white rook | a8 black rook · b8 black knight · c8 black bishop · e8 black king · f8 black bishop · g8 black knight · h8 black rook · a7 black pawn · c7 black pawn · d7 black pawn · f7 black pawn · g7 black pawn · h7 black pawn · b5 black pawn · c4 white bishop · e4 white pawn · f4 black pawn · h4 black queen · a2 white pawn · b2 white pawn · c2 white pawn · d2 white pawn · g2 white pawn · h2 white pawn · a1 white rook · b1 white knight · c1 white bishop · d1 white queen · f1 white king · g1 white knight · h1 white rook | a8 black rook · b8 black knight · c8 black bishop · e8 black king · f8 black bishop · g8 black knight · h8 black rook · a7 black pawn · c7 black pawn · d7 black pawn · f7 black pawn · g7 black pawn · h7 black pawn · b5 black pawn · c4 white bishop · e4 white pawn · f4 black pawn · h4 black queen · a2 white pawn · b2 white pawn · c2 white pawn · d2 white pawn · g2 white pawn · h2 white pawn · a1 white rook · b1 white knight · c1 white bishop · d1 white queen · f1 white king · g1 white knight · h1 white rook | a8 black rook · b8 black knight · c8 black bishop · e8 black king · f8 black bishop · g8 black knight · h8 black rook · a7 black pawn · c7 black pawn · d7 black pawn · f7 black pawn · g7 black pawn · h7 black pawn · b5 black pawn · c4 white bishop · e4 white pawn · f4 black pawn · h4 black queen · a2 white pawn · b2 white pawn · c2 white pawn · d2 white pawn · g2 white pawn · h2 white pawn · a1 white rook · b1 white knight · c1 white bishop · d1 white queen · f1 white king · g1 white knight · h1 white rook | a8 black rook · b8 black knight · c8 black bishop · e8 black king · f8 black bishop · g8 black knight · h8 black rook · a7 black pawn · c7 black pawn · d7 black pawn · f7 black pawn · g7 black pawn · h7 black pawn · b5 black pawn · c4 white bishop · e4 white pawn · f4 black pawn · h4 black queen · a2 white pawn · b2 white pawn · c2 white pawn · d2 white pawn · g2 white pawn · h2 white pawn · a1 white rook · b1 white knight · c1 white bishop · d1 white queen · f1 white king · g1 white knight · h1 white rook | 1 |
|   | a | b | c | d | e | f | g | h |   |

4. Vf1 b5?!
Phương án này gọi là Phản gambit Bryan, đã từng được Kieseritzky phân tích kỹ, và do đó thi thoảng nó cũng mang tên ông. Theo hầu hết các kỳ thủ ngày nay, đây được cho là một nước đi có phần nào đó không hay.
5. Txb5 Mf6 6. Mf3
Những nước phát triển quân bình thường, tuy nhiên sau 6.Mf3, thay vì có thể tiếp tục phát triển, Đen buộc phải chạy Hậu.
6... Hh6 7. d3
Với 7.d3, Trắng kiểm soát chắc chắn khu trung tâm quan trọng. Đại kiện tướng người Đức Robert Hübner đề xuất một nước thay thế khác là 7.Mc3.
7... Mh5
Bảo vệ Tốt f4, đồng thời đe dọa Mg3+, nhưng nước đi này cũng đặt Mã vào vị trí ở cột ngoài cùng, nơi mà Mã ít phát huy được tác dụng.
8. Mh4 Hg5
Theo chính Kieseritzky, tốt hơn là 8...g6.
9. Mf5 c6
Nước c6 vừa tấn công Tượng đồng thời tránh việc Tốt d7 bị giằng. Tuy nhiên, một số gợi ý rằng 9...g6 sẽ tốt hơn, tìm hướng giải quyết vấn đề cho Mã ở h5.
|   | a | b | c | d | e | f | g | h |   |
| 8 | a8 black rook · b8 black knight · c8 black bishop · e8 black king · f8 black bishop · h8 black rook · a7 black pawn · d7 black pawn · f7 black pawn · g7 black pawn · h7 black pawn · c6 black pawn · f6 black knight · b5 white bishop · f5 white knight · g5 black queen · e4 white pawn · f4 black pawn · g4 white pawn · d3 white pawn · a2 white pawn · b2 white pawn · c2 white pawn · h2 white pawn · a1 white rook · b1 white knight · c1 white bishop · d1 white queen · f1 white king · g1 white rook | a8 black rook · b8 black knight · c8 black bishop · e8 black king · f8 black bishop · h8 black rook · a7 black pawn · d7 black pawn · f7 black pawn · g7 black pawn · h7 black pawn · c6 black pawn · f6 black knight · b5 white bishop · f5 white knight · g5 black queen · e4 white pawn · f4 black pawn · g4 white pawn · d3 white pawn · a2 white pawn · b2 white pawn · c2 white pawn · h2 white pawn · a1 white rook · b1 white knight · c1 white bishop · d1 white queen · f1 white king · g1 white rook | a8 black rook · b8 black knight · c8 black bishop · e8 black king · f8 black bishop · h8 black rook · a7 black pawn · d7 black pawn · f7 black pawn · g7 black pawn · h7 black pawn · c6 black pawn · f6 black knight · b5 white bishop · f5 white knight · g5 black queen · e4 white pawn · f4 black pawn · g4 white pawn · d3 white pawn · a2 white pawn · b2 white pawn · c2 white pawn · h2 white pawn · a1 white rook · b1 white knight · c1 white bishop · d1 white queen · f1 white king · g1 white rook | a8 black rook · b8 black knight · c8 black bishop · e8 black king · f8 black bishop · h8 black rook · a7 black pawn · d7 black pawn · f7 black pawn · g7 black pawn · h7 black pawn · c6 black pawn · f6 black knight · b5 white bishop · f5 white knight · g5 black queen · e4 white pawn · f4 black pawn · g4 white pawn · d3 white pawn · a2 white pawn · b2 white pawn · c2 white pawn · h2 white pawn · a1 white rook · b1 white knight · c1 white bishop · d1 white queen · f1 white king · g1 white rook | a8 black rook · b8 black knight · c8 black bishop · e8 black king · f8 black bishop · h8 black rook · a7 black pawn · d7 black pawn · f7 black pawn · g7 black pawn · h7 black pawn · c6 black pawn · f6 black knight · b5 white bishop · f5 white knight · g5 black queen · e4 white pawn · f4 black pawn · g4 white pawn · d3 white pawn · a2 white pawn · b2 white pawn · c2 white pawn · h2 white pawn · a1 white rook · b1 white knight · c1 white bishop · d1 white queen · f1 white king · g1 white rook | a8 black rook · b8 black knight · c8 black bishop · e8 black king · f8 black bishop · h8 black rook · a7 black pawn · d7 black pawn · f7 black pawn · g7 black pawn · h7 black pawn · c6 black pawn · f6 black knight · b5 white bishop · f5 white knight · g5 black queen · e4 white pawn · f4 black pawn · g4 white pawn · d3 white pawn · a2 white pawn · b2 white pawn · c2 white pawn · h2 white pawn · a1 white rook · b1 white knight · c1 white bishop · d1 white queen · f1 white king · g1 white rook | a8 black rook · b8 black knight · c8 black bishop · e8 black king · f8 black bishop · h8 black rook · a7 black pawn · d7 black pawn · f7 black pawn · g7 black pawn · h7 black pawn · c6 black pawn · f6 black knight · b5 white bishop · f5 white knight · g5 black queen · e4 white pawn · f4 black pawn · g4 white pawn · d3 white pawn · a2 white pawn · b2 white pawn · c2 white pawn · h2 white pawn · a1 white rook · b1 white knight · c1 white bishop · d1 white queen · f1 white king · g1 white rook | a8 black rook · b8 black knight · c8 black bishop · e8 black king · f8 black bishop · h8 black rook · a7 black pawn · d7 black pawn · f7 black pawn · g7 black pawn · h7 black pawn · c6 black pawn · f6 black knight · b5 white bishop · f5 white knight · g5 black queen · e4 white pawn · f4 black pawn · g4 white pawn · d3 white pawn · a2 white pawn · b2 white pawn · c2 white pawn · h2 white pawn · a1 white rook · b1 white knight · c1 white bishop · d1 white queen · f1 white king · g1 white rook | 8 |
| 7 | a8 black rook · b8 black knight · c8 black bishop · e8 black king · f8 black bishop · h8 black rook · a7 black pawn · d7 black pawn · f7 black pawn · g7 black pawn · h7 black pawn · c6 black pawn · f6 black knight · b5 white bishop · f5 white knight · g5 black queen · e4 white pawn · f4 black pawn · g4 white pawn · d3 white pawn · a2 white pawn · b2 white pawn · c2 white pawn · h2 white pawn · a1 white rook · b1 white knight · c1 white bishop · d1 white queen · f1 white king · g1 white rook | a8 black rook · b8 black knight · c8 black bishop · e8 black king · f8 black bishop · h8 black rook · a7 black pawn · d7 black pawn · f7 black pawn · g7 black pawn · h7 black pawn · c6 black pawn · f6 black knight · b5 white bishop · f5 white knight · g5 black queen · e4 white pawn · f4 black pawn · g4 white pawn · d3 white pawn · a2 white pawn · b2 white pawn · c2 white pawn · h2 white pawn · a1 white rook · b1 white knight · c1 white bishop · d1 white queen · f1 white king · g1 white rook | a8 black rook · b8 black knight · c8 black bishop · e8 black king · f8 black bishop · h8 black rook · a7 black pawn · d7 black pawn · f7 black pawn · g7 black pawn · h7 black pawn · c6 black pawn · f6 black knight · b5 white bishop · f5 white knight · g5 black queen · e4 white pawn · f4 black pawn · g4 white pawn · d3 white pawn · a2 white pawn · b2 white pawn · c2 white pawn · h2 white pawn · a1 white rook · b1 white knight · c1 white bishop · d1 white queen · f1 white king · g1 white rook | a8 black rook · b8 black knight · c8 black bishop · e8 black king · f8 black bishop · h8 black rook · a7 black pawn · d7 black pawn · f7 black pawn · g7 black pawn · h7 black pawn · c6 black pawn · f6 black knight · b5 white bishop · f5 white knight · g5 black queen · e4 white pawn · f4 black pawn · g4 white pawn · d3 white pawn · a2 white pawn · b2 white pawn · c2 white pawn · h2 white pawn · a1 white rook · b1 white knight · c1 white bishop · d1 white queen · f1 white king · g1 white rook | a8 black rook · b8 black knight · c8 black bishop · e8 black king · f8 black bishop · h8 black rook · a7 black pawn · d7 black pawn · f7 black pawn · g7 black pawn · h7 black pawn · c6 black pawn · f6 black knight · b5 white bishop · f5 white knight · g5 black queen · e4 white pawn · f4 black pawn · g4 white pawn · d3 white pawn · a2 white pawn · b2 white pawn · c2 white pawn · h2 white pawn · a1 white rook · b1 white knight · c1 white bishop · d1 white queen · f1 white king · g1 white rook | a8 black rook · b8 black knight · c8 black bishop · e8 black king · f8 black bishop · h8 black rook · a7 black pawn · d7 black pawn · f7 black pawn · g7 black pawn · h7 black pawn · c6 black pawn · f6 black knight · b5 white bishop · f5 white knight · g5 black queen · e4 white pawn · f4 black pawn · g4 white pawn · d3 white pawn · a2 white pawn · b2 white pawn · c2 white pawn · h2 white pawn · a1 white rook · b1 white knight · c1 white bishop · d1 white queen · f1 white king · g1 white rook | a8 black rook · b8 black knight · c8 black bishop · e8 black king · f8 black bishop · h8 black rook · a7 black pawn · d7 black pawn · f7 black pawn · g7 black pawn · h7 black pawn · c6 black pawn · f6 black knight · b5 white bishop · f5 white knight · g5 black queen · e4 white pawn · f4 black pawn · g4 white pawn · d3 white pawn · a2 white pawn · b2 white pawn · c2 white pawn · h2 white pawn · a1 white rook · b1 white knight · c1 white bishop · d1 white queen · f1 white king · g1 white rook | a8 black rook · b8 black knight · c8 black bishop · e8 black king · f8 black bishop · h8 black rook · a7 black pawn · d7 black pawn · f7 black pawn · g7 black pawn · h7 black pawn · c6 black pawn · f6 black knight · b5 white bishop · f5 white knight · g5 black queen · e4 white pawn · f4 black pawn · g4 white pawn · d3 white pawn · a2 white pawn · b2 white pawn · c2 white pawn · h2 white pawn · a1 white rook · b1 white knight · c1 white bishop · d1 white queen · f1 white king · g1 white rook | 7 |
| 6 | a8 black rook · b8 black knight · c8 black bishop · e8 black king · f8 black bishop · h8 black rook · a7 black pawn · d7 black pawn · f7 black pawn · g7 black pawn · h7 black pawn · c6 black pawn · f6 black knight · b5 white bishop · f5 white knight · g5 black queen · e4 white pawn · f4 black pawn · g4 white pawn · d3 white pawn · a2 white pawn · b2 white pawn · c2 white pawn · h2 white pawn · a1 white rook · b1 white knight · c1 white bishop · d1 white queen · f1 white king · g1 white rook | a8 black rook · b8 black knight · c8 black bishop · e8 black king · f8 black bishop · h8 black rook · a7 black pawn · d7 black pawn · f7 black pawn · g7 black pawn · h7 black pawn · c6 black pawn · f6 black knight · b5 white bishop · f5 white knight · g5 black queen · e4 white pawn · f4 black pawn · g4 white pawn · d3 white pawn · a2 white pawn · b2 white pawn · c2 white pawn · h2 white pawn · a1 white rook · b1 white knight · c1 white bishop · d1 white queen · f1 white king · g1 white rook | a8 black rook · b8 black knight · c8 black bishop · e8 black king · f8 black bishop · h8 black rook · a7 black pawn · d7 black pawn · f7 black pawn · g7 black pawn · h7 black pawn · c6 black pawn · f6 black knight · b5 white bishop · f5 white knight · g5 black queen · e4 white pawn · f4 black pawn · g4 white pawn · d3 white pawn · a2 white pawn · b2 white pawn · c2 white pawn · h2 white pawn · a1 white rook · b1 white knight · c1 white bishop · d1 white queen · f1 white king · g1 white rook | a8 black rook · b8 black knight · c8 black bishop · e8 black king · f8 black bishop · h8 black rook · a7 black pawn · d7 black pawn · f7 black pawn · g7 black pawn · h7 black pawn · c6 black pawn · f6 black knight · b5 white bishop · f5 white knight · g5 black queen · e4 white pawn · f4 black pawn · g4 white pawn · d3 white pawn · a2 white pawn · b2 white pawn · c2 white pawn · h2 white pawn · a1 white rook · b1 white knight · c1 white bishop · d1 white queen · f1 white king · g1 white rook | a8 black rook · b8 black knight · c8 black bishop · e8 black king · f8 black bishop · h8 black rook · a7 black pawn · d7 black pawn · f7 black pawn · g7 black pawn · h7 black pawn · c6 black pawn · f6 black knight · b5 white bishop · f5 white knight · g5 black queen · e4 white pawn · f4 black pawn · g4 white pawn · d3 white pawn · a2 white pawn · b2 white pawn · c2 white pawn · h2 white pawn · a1 white rook · b1 white knight · c1 white bishop · d1 white queen · f1 white king · g1 white rook | a8 black rook · b8 black knight · c8 black bishop · e8 black king · f8 black bishop · h8 black rook · a7 black pawn · d7 black pawn · f7 black pawn · g7 black pawn · h7 black pawn · c6 black pawn · f6 black knight · b5 white bishop · f5 white knight · g5 black queen · e4 white pawn · f4 black pawn · g4 white pawn · d3 white pawn · a2 white pawn · b2 white pawn · c2 white pawn · h2 white pawn · a1 white rook · b1 white knight · c1 white bishop · d1 white queen · f1 white king · g1 white rook | a8 black rook · b8 black knight · c8 black bishop · e8 black king · f8 black bishop · h8 black rook · a7 black pawn · d7 black pawn · f7 black pawn · g7 black pawn · h7 black pawn · c6 black pawn · f6 black knight · b5 white bishop · f5 white knight · g5 black queen · e4 white pawn · f4 black pawn · g4 white pawn · d3 white pawn · a2 white pawn · b2 white pawn · c2 white pawn · h2 white pawn · a1 white rook · b1 white knight · c1 white bishop · d1 white queen · f1 white king · g1 white rook | a8 black rook · b8 black knight · c8 black bishop · e8 black king · f8 black bishop · h8 black rook · a7 black pawn · d7 black pawn · f7 black pawn · g7 black pawn · h7 black pawn · c6 black pawn · f6 black knight · b5 white bishop · f5 white knight · g5 black queen · e4 white pawn · f4 black pawn · g4 white pawn · d3 white pawn · a2 white pawn · b2 white pawn · c2 white pawn · h2 white pawn · a1 white rook · b1 white knight · c1 white bishop · d1 white queen · f1 white king · g1 white rook | 6 |
| 5 | a8 black rook · b8 black knight · c8 black bishop · e8 black king · f8 black bishop · h8 black rook · a7 black pawn · d7 black pawn · f7 black pawn · g7 black pawn · h7 black pawn · c6 black pawn · f6 black knight · b5 white bishop · f5 white knight · g5 black queen · e4 white pawn · f4 black pawn · g4 white pawn · d3 white pawn · a2 white pawn · b2 white pawn · c2 white pawn · h2 white pawn · a1 white rook · b1 white knight · c1 white bishop · d1 white queen · f1 white king · g1 white rook | a8 black rook · b8 black knight · c8 black bishop · e8 black king · f8 black bishop · h8 black rook · a7 black pawn · d7 black pawn · f7 black pawn · g7 black pawn · h7 black pawn · c6 black pawn · f6 black knight · b5 white bishop · f5 white knight · g5 black queen · e4 white pawn · f4 black pawn · g4 white pawn · d3 white pawn · a2 white pawn · b2 white pawn · c2 white pawn · h2 white pawn · a1 white rook · b1 white knight · c1 white bishop · d1 white queen · f1 white king · g1 white rook | a8 black rook · b8 black knight · c8 black bishop · e8 black king · f8 black bishop · h8 black rook · a7 black pawn · d7 black pawn · f7 black pawn · g7 black pawn · h7 black pawn · c6 black pawn · f6 black knight · b5 white bishop · f5 white knight · g5 black queen · e4 white pawn · f4 black pawn · g4 white pawn · d3 white pawn · a2 white pawn · b2 white pawn · c2 white pawn · h2 white pawn · a1 white rook · b1 white knight · c1 white bishop · d1 white queen · f1 white king · g1 white rook | a8 black rook · b8 black knight · c8 black bishop · e8 black king · f8 black bishop · h8 black rook · a7 black pawn · d7 black pawn · f7 black pawn · g7 black pawn · h7 black pawn · c6 black pawn · f6 black knight · b5 white bishop · f5 white knight · g5 black queen · e4 white pawn · f4 black pawn · g4 white pawn · d3 white pawn · a2 white pawn · b2 white pawn · c2 white pawn · h2 white pawn · a1 white rook · b1 white knight · c1 white bishop · d1 white queen · f1 white king · g1 white rook | a8 black rook · b8 black knight · c8 black bishop · e8 black king · f8 black bishop · h8 black rook · a7 black pawn · d7 black pawn · f7 black pawn · g7 black pawn · h7 black pawn · c6 black pawn · f6 black knight · b5 white bishop · f5 white knight · g5 black queen · e4 white pawn · f4 black pawn · g4 white pawn · d3 white pawn · a2 white pawn · b2 white pawn · c2 white pawn · h2 white pawn · a1 white rook · b1 white knight · c1 white bishop · d1 white queen · f1 white king · g1 white rook | a8 black rook · b8 black knight · c8 black bishop · e8 black king · f8 black bishop · h8 black rook · a7 black pawn · d7 black pawn · f7 black pawn · g7 black pawn · h7 black pawn · c6 black pawn · f6 black knight · b5 white bishop · f5 white knight · g5 black queen · e4 white pawn · f4 black pawn · g4 white pawn · d3 white pawn · a2 white pawn · b2 white pawn · c2 white pawn · h2 white pawn · a1 white rook · b1 white knight · c1 white bishop · d1 white queen · f1 white king · g1 white rook | a8 black rook · b8 black knight · c8 black bishop · e8 black king · f8 black bishop · h8 black rook · a7 black pawn · d7 black pawn · f7 black pawn · g7 black pawn · h7 black pawn · c6 black pawn · f6 black knight · b5 white bishop · f5 white knight · g5 black queen · e4 white pawn · f4 black pawn · g4 white pawn · d3 white pawn · a2 white pawn · b2 white pawn · c2 white pawn · h2 white pawn · a1 white rook · b1 white knight · c1 white bishop · d1 white queen · f1 white king · g1 white rook | a8 black rook · b8 black knight · c8 black bishop · e8 black king · f8 black bishop · h8 black rook · a7 black pawn · d7 black pawn · f7 black pawn · g7 black pawn · h7 black pawn · c6 black pawn · f6 black knight · b5 white bishop · f5 white knight · g5 black queen · e4 white pawn · f4 black pawn · g4 white pawn · d3 white pawn · a2 white pawn · b2 white pawn · c2 white pawn · h2 white pawn · a1 white rook · b1 white knight · c1 white bishop · d1 white queen · f1 white king · g1 white rook | 5 |
| 4 | a8 black rook · b8 black knight · c8 black bishop · e8 black king · f8 black bishop · h8 black rook · a7 black pawn · d7 black pawn · f7 black pawn · g7 black pawn · h7 black pawn · c6 black pawn · f6 black knight · b5 white bishop · f5 white knight · g5 black queen · e4 white pawn · f4 black pawn · g4 white pawn · d3 white pawn · a2 white pawn · b2 white pawn · c2 white pawn · h2 white pawn · a1 white rook · b1 white knight · c1 white bishop · d1 white queen · f1 white king · g1 white rook | a8 black rook · b8 black knight · c8 black bishop · e8 black king · f8 black bishop · h8 black rook · a7 black pawn · d7 black pawn · f7 black pawn · g7 black pawn · h7 black pawn · c6 black pawn · f6 black knight · b5 white bishop · f5 white knight · g5 black queen · e4 white pawn · f4 black pawn · g4 white pawn · d3 white pawn · a2 white pawn · b2 white pawn · c2 white pawn · h2 white pawn · a1 white rook · b1 white knight · c1 white bishop · d1 white queen · f1 white king · g1 white rook | a8 black rook · b8 black knight · c8 black bishop · e8 black king · f8 black bishop · h8 black rook · a7 black pawn · d7 black pawn · f7 black pawn · g7 black pawn · h7 black pawn · c6 black pawn · f6 black knight · b5 white bishop · f5 white knight · g5 black queen · e4 white pawn · f4 black pawn · g4 white pawn · d3 white pawn · a2 white pawn · b2 white pawn · c2 white pawn · h2 white pawn · a1 white rook · b1 white knight · c1 white bishop · d1 white queen · f1 white king · g1 white rook | a8 black rook · b8 black knight · c8 black bishop · e8 black king · f8 black bishop · h8 black rook · a7 black pawn · d7 black pawn · f7 black pawn · g7 black pawn · h7 black pawn · c6 black pawn · f6 black knight · b5 white bishop · f5 white knight · g5 black queen · e4 white pawn · f4 black pawn · g4 white pawn · d3 white pawn · a2 white pawn · b2 white pawn · c2 white pawn · h2 white pawn · a1 white rook · b1 white knight · c1 white bishop · d1 white queen · f1 white king · g1 white rook | a8 black rook · b8 black knight · c8 black bishop · e8 black king · f8 black bishop · h8 black rook · a7 black pawn · d7 black pawn · f7 black pawn · g7 black pawn · h7 black pawn · c6 black pawn · f6 black knight · b5 white bishop · f5 white knight · g5 black queen · e4 white pawn · f4 black pawn · g4 white pawn · d3 white pawn · a2 white pawn · b2 white pawn · c2 white pawn · h2 white pawn · a1 white rook · b1 white knight · c1 white bishop · d1 white queen · f1 white king · g1 white rook | a8 black rook · b8 black knight · c8 black bishop · e8 black king · f8 black bishop · h8 black rook · a7 black pawn · d7 black pawn · f7 black pawn · g7 black pawn · h7 black pawn · c6 black pawn · f6 black knight · b5 white bishop · f5 white knight · g5 black queen · e4 white pawn · f4 black pawn · g4 white pawn · d3 white pawn · a2 white pawn · b2 white pawn · c2 white pawn · h2 white pawn · a1 white rook · b1 white knight · c1 white bishop · d1 white queen · f1 white king · g1 white rook | a8 black rook · b8 black knight · c8 black bishop · e8 black king · f8 black bishop · h8 black rook · a7 black pawn · d7 black pawn · f7 black pawn · g7 black pawn · h7 black pawn · c6 black pawn · f6 black knight · b5 white bishop · f5 white knight · g5 black queen · e4 white pawn · f4 black pawn · g4 white pawn · d3 white pawn · a2 white pawn · b2 white pawn · c2 white pawn · h2 white pawn · a1 white rook · b1 white knight · c1 white bishop · d1 white queen · f1 white king · g1 white rook | a8 black rook · b8 black knight · c8 black bishop · e8 black king · f8 black bishop · h8 black rook · a7 black pawn · d7 black pawn · f7 black pawn · g7 black pawn · h7 black pawn · c6 black pawn · f6 black knight · b5 white bishop · f5 white knight · g5 black queen · e4 white pawn · f4 black pawn · g4 white pawn · d3 white pawn · a2 white pawn · b2 white pawn · c2 white pawn · h2 white pawn · a1 white rook · b1 white knight · c1 white bishop · d1 white queen · f1 white king · g1 white rook | 4 |
| 3 | a8 black rook · b8 black knight · c8 black bishop · e8 black king · f8 black bishop · h8 black rook · a7 black pawn · d7 black pawn · f7 black pawn · g7 black pawn · h7 black pawn · c6 black pawn · f6 black knight · b5 white bishop · f5 white knight · g5 black queen · e4 white pawn · f4 black pawn · g4 white pawn · d3 white pawn · a2 white pawn · b2 white pawn · c2 white pawn · h2 white pawn · a1 white rook · b1 white knight · c1 white bishop · d1 white queen · f1 white king · g1 white rook | a8 black rook · b8 black knight · c8 black bishop · e8 black king · f8 black bishop · h8 black rook · a7 black pawn · d7 black pawn · f7 black pawn · g7 black pawn · h7 black pawn · c6 black pawn · f6 black knight · b5 white bishop · f5 white knight · g5 black queen · e4 white pawn · f4 black pawn · g4 white pawn · d3 white pawn · a2 white pawn · b2 white pawn · c2 white pawn · h2 white pawn · a1 white rook · b1 white knight · c1 white bishop · d1 white queen · f1 white king · g1 white rook | a8 black rook · b8 black knight · c8 black bishop · e8 black king · f8 black bishop · h8 black rook · a7 black pawn · d7 black pawn · f7 black pawn · g7 black pawn · h7 black pawn · c6 black pawn · f6 black knight · b5 white bishop · f5 white knight · g5 black queen · e4 white pawn · f4 black pawn · g4 white pawn · d3 white pawn · a2 white pawn · b2 white pawn · c2 white pawn · h2 white pawn · a1 white rook · b1 white knight · c1 white bishop · d1 white queen · f1 white king · g1 white rook | a8 black rook · b8 black knight · c8 black bishop · e8 black king · f8 black bishop · h8 black rook · a7 black pawn · d7 black pawn · f7 black pawn · g7 black pawn · h7 black pawn · c6 black pawn · f6 black knight · b5 white bishop · f5 white knight · g5 black queen · e4 white pawn · f4 black pawn · g4 white pawn · d3 white pawn · a2 white pawn · b2 white pawn · c2 white pawn · h2 white pawn · a1 white rook · b1 white knight · c1 white bishop · d1 white queen · f1 white king · g1 white rook | a8 black rook · b8 black knight · c8 black bishop · e8 black king · f8 black bishop · h8 black rook · a7 black pawn · d7 black pawn · f7 black pawn · g7 black pawn · h7 black pawn · c6 black pawn · f6 black knight · b5 white bishop · f5 white knight · g5 black queen · e4 white pawn · f4 black pawn · g4 white pawn · d3 white pawn · a2 white pawn · b2 white pawn · c2 white pawn · h2 white pawn · a1 white rook · b1 white knight · c1 white bishop · d1 white queen · f1 white king · g1 white rook | a8 black rook · b8 black knight · c8 black bishop · e8 black king · f8 black bishop · h8 black rook · a7 black pawn · d7 black pawn · f7 black pawn · g7 black pawn · h7 black pawn · c6 black pawn · f6 black knight · b5 white bishop · f5 white knight · g5 black queen · e4 white pawn · f4 black pawn · g4 white pawn · d3 white pawn · a2 white pawn · b2 white pawn · c2 white pawn · h2 white pawn · a1 white rook · b1 white knight · c1 white bishop · d1 white queen · f1 white king · g1 white rook | a8 black rook · b8 black knight · c8 black bishop · e8 black king · f8 black bishop · h8 black rook · a7 black pawn · d7 black pawn · f7 black pawn · g7 black pawn · h7 black pawn · c6 black pawn · f6 black knight · b5 white bishop · f5 white knight · g5 black queen · e4 white pawn · f4 black pawn · g4 white pawn · d3 white pawn · a2 white pawn · b2 white pawn · c2 white pawn · h2 white pawn · a1 white rook · b1 white knight · c1 white bishop · d1 white queen · f1 white king · g1 white rook | a8 black rook · b8 black knight · c8 black bishop · e8 black king · f8 black bishop · h8 black rook · a7 black pawn · d7 black pawn · f7 black pawn · g7 black pawn · h7 black pawn · c6 black pawn · f6 black knight · b5 white bishop · f5 white knight · g5 black queen · e4 white pawn · f4 black pawn · g4 white pawn · d3 white pawn · a2 white pawn · b2 white pawn · c2 white pawn · h2 white pawn · a1 white rook · b1 white knight · c1 white bishop · d1 white queen · f1 white king · g1 white rook | 3 |
| 2 | a8 black rook · b8 black knight · c8 black bishop · e8 black king · f8 black bishop · h8 black rook · a7 black pawn · d7 black pawn · f7 black pawn · g7 black pawn · h7 black pawn · c6 black pawn · f6 black knight · b5 white bishop · f5 white knight · g5 black queen · e4 white pawn · f4 black pawn · g4 white pawn · d3 white pawn · a2 white pawn · b2 white pawn · c2 white pawn · h2 white pawn · a1 white rook · b1 white knight · c1 white bishop · d1 white queen · f1 white king · g1 white rook | a8 black rook · b8 black knight · c8 black bishop · e8 black king · f8 black bishop · h8 black rook · a7 black pawn · d7 black pawn · f7 black pawn · g7 black pawn · h7 black pawn · c6 black pawn · f6 black knight · b5 white bishop · f5 white knight · g5 black queen · e4 white pawn · f4 black pawn · g4 white pawn · d3 white pawn · a2 white pawn · b2 white pawn · c2 white pawn · h2 white pawn · a1 white rook · b1 white knight · c1 white bishop · d1 white queen · f1 white king · g1 white rook | a8 black rook · b8 black knight · c8 black bishop · e8 black king · f8 black bishop · h8 black rook · a7 black pawn · d7 black pawn · f7 black pawn · g7 black pawn · h7 black pawn · c6 black pawn · f6 black knight · b5 white bishop · f5 white knight · g5 black queen · e4 white pawn · f4 black pawn · g4 white pawn · d3 white pawn · a2 white pawn · b2 white pawn · c2 white pawn · h2 white pawn · a1 white rook · b1 white knight · c1 white bishop · d1 white queen · f1 white king · g1 white rook | a8 black rook · b8 black knight · c8 black bishop · e8 black king · f8 black bishop · h8 black rook · a7 black pawn · d7 black pawn · f7 black pawn · g7 black pawn · h7 black pawn · c6 black pawn · f6 black knight · b5 white bishop · f5 white knight · g5 black queen · e4 white pawn · f4 black pawn · g4 white pawn · d3 white pawn · a2 white pawn · b2 white pawn · c2 white pawn · h2 white pawn · a1 white rook · b1 white knight · c1 white bishop · d1 white queen · f1 white king · g1 white rook | a8 black rook · b8 black knight · c8 black bishop · e8 black king · f8 black bishop · h8 black rook · a7 black pawn · d7 black pawn · f7 black pawn · g7 black pawn · h7 black pawn · c6 black pawn · f6 black knight · b5 white bishop · f5 white knight · g5 black queen · e4 white pawn · f4 black pawn · g4 white pawn · d3 white pawn · a2 white pawn · b2 white pawn · c2 white pawn · h2 white pawn · a1 white rook · b1 white knight · c1 white bishop · d1 white queen · f1 white king · g1 white rook | a8 black rook · b8 black knight · c8 black bishop · e8 black king · f8 black bishop · h8 black rook · a7 black pawn · d7 black pawn · f7 black pawn · g7 black pawn · h7 black pawn · c6 black pawn · f6 black knight · b5 white bishop · f5 white knight · g5 black queen · e4 white pawn · f4 black pawn · g4 white pawn · d3 white pawn · a2 white pawn · b2 white pawn · c2 white pawn · h2 white pawn · a1 white rook · b1 white knight · c1 white bishop · d1 white queen · f1 white king · g1 white rook | a8 black rook · b8 black knight · c8 black bishop · e8 black king · f8 black bishop · h8 black rook · a7 black pawn · d7 black pawn · f7 black pawn · g7 black pawn · h7 black pawn · c6 black pawn · f6 black knight · b5 white bishop · f5 white knight · g5 black queen · e4 white pawn · f4 black pawn · g4 white pawn · d3 white pawn · a2 white pawn · b2 white pawn · c2 white pawn · h2 white pawn · a1 white rook · b1 white knight · c1 white bishop · d1 white queen · f1 white king · g1 white rook | a8 black rook · b8 black knight · c8 black bishop · e8 black king · f8 black bishop · h8 black rook · a7 black pawn · d7 black pawn · f7 black pawn · g7 black pawn · h7 black pawn · c6 black pawn · f6 black knight · b5 white bishop · f5 white knight · g5 black queen · e4 white pawn · f4 black pawn · g4 white pawn · d3 white pawn · a2 white pawn · b2 white pawn · c2 white pawn · h2 white pawn · a1 white rook · b1 white knight · c1 white bishop · d1 white queen · f1 white king · g1 white rook | 2 |
| 1 | a8 black rook · b8 black knight · c8 black bishop · e8 black king · f8 black bishop · h8 black rook · a7 black pawn · d7 black pawn · f7 black pawn · g7 black pawn · h7 black pawn · c6 black pawn · f6 black knight · b5 white bishop · f5 white knight · g5 black queen · e4 white pawn · f4 black pawn · g4 white pawn · d3 white pawn · a2 white pawn · b2 white pawn · c2 white pawn · h2 white pawn · a1 white rook · b1 white knight · c1 white bishop · d1 white queen · f1 white king · g1 white rook | a8 black rook · b8 black knight · c8 black bishop · e8 black king · f8 black bishop · h8 black rook · a7 black pawn · d7 black pawn · f7 black pawn · g7 black pawn · h7 black pawn · c6 black pawn · f6 black knight · b5 white bishop · f5 white knight · g5 black queen · e4 white pawn · f4 black pawn · g4 white pawn · d3 white pawn · a2 white pawn · b2 white pawn · c2 white pawn · h2 white pawn · a1 white rook · b1 white knight · c1 white bishop · d1 white queen · f1 white king · g1 white rook | a8 black rook · b8 black knight · c8 black bishop · e8 black king · f8 black bishop · h8 black rook · a7 black pawn · d7 black pawn · f7 black pawn · g7 black pawn · h7 black pawn · c6 black pawn · f6 black knight · b5 white bishop · f5 white knight · g5 black queen · e4 white pawn · f4 black pawn · g4 white pawn · d3 white pawn · a2 white pawn · b2 white pawn · c2 white pawn · h2 white pawn · a1 white rook · b1 white knight · c1 white bishop · d1 white queen · f1 white king · g1 white rook | a8 black rook · b8 black knight · c8 black bishop · e8 black king · f8 black bishop · h8 black rook · a7 black pawn · d7 black pawn · f7 black pawn · g7 black pawn · h7 black pawn · c6 black pawn · f6 black knight · b5 white bishop · f5 white knight · g5 black queen · e4 white pawn · f4 black pawn · g4 white pawn · d3 white pawn · a2 white pawn · b2 white pawn · c2 white pawn · h2 white pawn · a1 white rook · b1 white knight · c1 white bishop · d1 white queen · f1 white king · g1 white rook | a8 black rook · b8 black knight · c8 black bishop · e8 black king · f8 black bishop · h8 black rook · a7 black pawn · d7 black pawn · f7 black pawn · g7 black pawn · h7 black pawn · c6 black pawn · f6 black knight · b5 white bishop · f5 white knight · g5 black queen · e4 white pawn · f4 black pawn · g4 white pawn · d3 white pawn · a2 white pawn · b2 white pawn · c2 white pawn · h2 white pawn · a1 white rook · b1 white knight · c1 white bishop · d1 white queen · f1 white king · g1 white rook | a8 black rook · b8 black knight · c8 black bishop · e8 black king · f8 black bishop · h8 black rook · a7 black pawn · d7 black pawn · f7 black pawn · g7 black pawn · h7 black pawn · c6 black pawn · f6 black knight · b5 white bishop · f5 white knight · g5 black queen · e4 white pawn · f4 black pawn · g4 white pawn · d3 white pawn · a2 white pawn · b2 white pawn · c2 white pawn · h2 white pawn · a1 white rook · b1 white knight · c1 white bishop · d1 white queen · f1 white king · g1 white rook | a8 black rook · b8 black knight · c8 black bishop · e8 black king · f8 black bishop · h8 black rook · a7 black pawn · d7 black pawn · f7 black pawn · g7 black pawn · h7 black pawn · c6 black pawn · f6 black knight · b5 white bishop · f5 white knight · g5 black queen · e4 white pawn · f4 black pawn · g4 white pawn · d3 white pawn · a2 white pawn · b2 white pawn · c2 white pawn · h2 white pawn · a1 white rook · b1 white knight · c1 white bishop · d1 white queen · f1 white king · g1 white rook | a8 black rook · b8 black knight · c8 black bishop · e8 black king · f8 black bishop · h8 black rook · a7 black pawn · d7 black pawn · f7 black pawn · g7 black pawn · h7 black pawn · c6 black pawn · f6 black knight · b5 white bishop · f5 white knight · g5 black queen · e4 white pawn · f4 black pawn · g4 white pawn · d3 white pawn · a2 white pawn · b2 white pawn · c2 white pawn · h2 white pawn · a1 white rook · b1 white knight · c1 white bishop · d1 white queen · f1 white king · g1 white rook | 1 |
|   | a | b | c | d | e | f | g | h |   |

10. g4? Mf6 11. Xg1!
Thí quân không tích cực để giành lợi thế. Nếu Đen ăn Tượng, Trắng sẽ tấn công buộc Hậu phải di chuyển, giành lợi thế về phát triển.
11... cxb5?
Hübner tin rằng đây là sai lầm quyết định của Đen; ăn Tượng sẽ có được ưu thế hơn quân; nhưng sẽ làm chậm phát triển quân. Đến một thời điểm lực lượng phát triển vượt trội của Trắng có thể nhanh chóng kết hợp để tạo ra một cuộc tấn công. Hübner khuyến cáo nên thay thế bằng 11...h5.
12. h4!
Mã ở f5 bảo vệ ô h4, giúp Tốt có thể tấn công Hậu.
12... Hg6 13. h5 Hg5 14. Hf3
Anderssen đang tạo ra hai mối đe dọa cùng lúc:
- Txf4, bẫy Hậu (Hậu sẽ không có vị trí an toàn để đi);
- e5, tấn công Mã Đen ở f6 đồng thời mở đường chéo cho Hậu tấn công Xe không có quân bảo vệ ở a8.

14... Mg8
Nước đi này giải quyết được các mối đe dọa trước mắt, nhưng làm tình hình chậm phát triển càng thêm trầm trọng. Lúc này chỉ duy nhất một quân (ngoài Tốt) rời khỏi vị trí ban đầu là Hậu, nhưng cũng bị đặt vào tình thế bị tấn công phải chạy liên tục, trong khi đó Trắng đang kiểm soát phần lớn bàn cờ.
15. Txf4 Hf6 16. Mc3 Tc5
Phát triển Tượng, tấn công Xe.
17. Md5
Trắng phản công, nước đi này tấn công Hậu, đồng thời đe dọa chĩa đôi Vua và Xe Đen với Mc7+. Richard Réti đề xuất 17.d4 và tiếp theo 18.Md5, và Trắng có lợi thế, dù vậy nếu 17.d4 Tf8 thì sau đó 18.Te5 sẽ là nước mạnh hơn.
|   | a | b | c | d | e | f | g | h |   |
| 8 | a8 black rook · b8 black knight · c8 black bishop · e8 black king · g8 black knight · h8 black rook · a7 black pawn · d7 black pawn · f7 black pawn · g7 black pawn · h7 black pawn · b5 black pawn · c5 black bishop · d5 white knight · f5 white knight · h5 white pawn · e4 white pawn · f4 white bishop · g4 white pawn · d3 white pawn · f3 white queen · a2 white pawn · b2 black queen · c2 white pawn · a1 white rook · f1 white king · g1 white rook | a8 black rook · b8 black knight · c8 black bishop · e8 black king · g8 black knight · h8 black rook · a7 black pawn · d7 black pawn · f7 black pawn · g7 black pawn · h7 black pawn · b5 black pawn · c5 black bishop · d5 white knight · f5 white knight · h5 white pawn · e4 white pawn · f4 white bishop · g4 white pawn · d3 white pawn · f3 white queen · a2 white pawn · b2 black queen · c2 white pawn · a1 white rook · f1 white king · g1 white rook | a8 black rook · b8 black knight · c8 black bishop · e8 black king · g8 black knight · h8 black rook · a7 black pawn · d7 black pawn · f7 black pawn · g7 black pawn · h7 black pawn · b5 black pawn · c5 black bishop · d5 white knight · f5 white knight · h5 white pawn · e4 white pawn · f4 white bishop · g4 white pawn · d3 white pawn · f3 white queen · a2 white pawn · b2 black queen · c2 white pawn · a1 white rook · f1 white king · g1 white rook | a8 black rook · b8 black knight · c8 black bishop · e8 black king · g8 black knight · h8 black rook · a7 black pawn · d7 black pawn · f7 black pawn · g7 black pawn · h7 black pawn · b5 black pawn · c5 black bishop · d5 white knight · f5 white knight · h5 white pawn · e4 white pawn · f4 white bishop · g4 white pawn · d3 white pawn · f3 white queen · a2 white pawn · b2 black queen · c2 white pawn · a1 white rook · f1 white king · g1 white rook | a8 black rook · b8 black knight · c8 black bishop · e8 black king · g8 black knight · h8 black rook · a7 black pawn · d7 black pawn · f7 black pawn · g7 black pawn · h7 black pawn · b5 black pawn · c5 black bishop · d5 white knight · f5 white knight · h5 white pawn · e4 white pawn · f4 white bishop · g4 white pawn · d3 white pawn · f3 white queen · a2 white pawn · b2 black queen · c2 white pawn · a1 white rook · f1 white king · g1 white rook | a8 black rook · b8 black knight · c8 black bishop · e8 black king · g8 black knight · h8 black rook · a7 black pawn · d7 black pawn · f7 black pawn · g7 black pawn · h7 black pawn · b5 black pawn · c5 black bishop · d5 white knight · f5 white knight · h5 white pawn · e4 white pawn · f4 white bishop · g4 white pawn · d3 white pawn · f3 white queen · a2 white pawn · b2 black queen · c2 white pawn · a1 white rook · f1 white king · g1 white rook | a8 black rook · b8 black knight · c8 black bishop · e8 black king · g8 black knight · h8 black rook · a7 black pawn · d7 black pawn · f7 black pawn · g7 black pawn · h7 black pawn · b5 black pawn · c5 black bishop · d5 white knight · f5 white knight · h5 white pawn · e4 white pawn · f4 white bishop · g4 white pawn · d3 white pawn · f3 white queen · a2 white pawn · b2 black queen · c2 white pawn · a1 white rook · f1 white king · g1 white rook | a8 black rook · b8 black knight · c8 black bishop · e8 black king · g8 black knight · h8 black rook · a7 black pawn · d7 black pawn · f7 black pawn · g7 black pawn · h7 black pawn · b5 black pawn · c5 black bishop · d5 white knight · f5 white knight · h5 white pawn · e4 white pawn · f4 white bishop · g4 white pawn · d3 white pawn · f3 white queen · a2 white pawn · b2 black queen · c2 white pawn · a1 white rook · f1 white king · g1 white rook | 8 |
| 7 | a8 black rook · b8 black knight · c8 black bishop · e8 black king · g8 black knight · h8 black rook · a7 black pawn · d7 black pawn · f7 black pawn · g7 black pawn · h7 black pawn · b5 black pawn · c5 black bishop · d5 white knight · f5 white knight · h5 white pawn · e4 white pawn · f4 white bishop · g4 white pawn · d3 white pawn · f3 white queen · a2 white pawn · b2 black queen · c2 white pawn · a1 white rook · f1 white king · g1 white rook | a8 black rook · b8 black knight · c8 black bishop · e8 black king · g8 black knight · h8 black rook · a7 black pawn · d7 black pawn · f7 black pawn · g7 black pawn · h7 black pawn · b5 black pawn · c5 black bishop · d5 white knight · f5 white knight · h5 white pawn · e4 white pawn · f4 white bishop · g4 white pawn · d3 white pawn · f3 white queen · a2 white pawn · b2 black queen · c2 white pawn · a1 white rook · f1 white king · g1 white rook | a8 black rook · b8 black knight · c8 black bishop · e8 black king · g8 black knight · h8 black rook · a7 black pawn · d7 black pawn · f7 black pawn · g7 black pawn · h7 black pawn · b5 black pawn · c5 black bishop · d5 white knight · f5 white knight · h5 white pawn · e4 white pawn · f4 white bishop · g4 white pawn · d3 white pawn · f3 white queen · a2 white pawn · b2 black queen · c2 white pawn · a1 white rook · f1 white king · g1 white rook | a8 black rook · b8 black knight · c8 black bishop · e8 black king · g8 black knight · h8 black rook · a7 black pawn · d7 black pawn · f7 black pawn · g7 black pawn · h7 black pawn · b5 black pawn · c5 black bishop · d5 white knight · f5 white knight · h5 white pawn · e4 white pawn · f4 white bishop · g4 white pawn · d3 white pawn · f3 white queen · a2 white pawn · b2 black queen · c2 white pawn · a1 white rook · f1 white king · g1 white rook | a8 black rook · b8 black knight · c8 black bishop · e8 black king · g8 black knight · h8 black rook · a7 black pawn · d7 black pawn · f7 black pawn · g7 black pawn · h7 black pawn · b5 black pawn · c5 black bishop · d5 white knight · f5 white knight · h5 white pawn · e4 white pawn · f4 white bishop · g4 white pawn · d3 white pawn · f3 white queen · a2 white pawn · b2 black queen · c2 white pawn · a1 white rook · f1 white king · g1 white rook | a8 black rook · b8 black knight · c8 black bishop · e8 black king · g8 black knight · h8 black rook · a7 black pawn · d7 black pawn · f7 black pawn · g7 black pawn · h7 black pawn · b5 black pawn · c5 black bishop · d5 white knight · f5 white knight · h5 white pawn · e4 white pawn · f4 white bishop · g4 white pawn · d3 white pawn · f3 white queen · a2 white pawn · b2 black queen · c2 white pawn · a1 white rook · f1 white king · g1 white rook | a8 black rook · b8 black knight · c8 black bishop · e8 black king · g8 black knight · h8 black rook · a7 black pawn · d7 black pawn · f7 black pawn · g7 black pawn · h7 black pawn · b5 black pawn · c5 black bishop · d5 white knight · f5 white knight · h5 white pawn · e4 white pawn · f4 white bishop · g4 white pawn · d3 white pawn · f3 white queen · a2 white pawn · b2 black queen · c2 white pawn · a1 white rook · f1 white king · g1 white rook | a8 black rook · b8 black knight · c8 black bishop · e8 black king · g8 black knight · h8 black rook · a7 black pawn · d7 black pawn · f7 black pawn · g7 black pawn · h7 black pawn · b5 black pawn · c5 black bishop · d5 white knight · f5 white knight · h5 white pawn · e4 white pawn · f4 white bishop · g4 white pawn · d3 white pawn · f3 white queen · a2 white pawn · b2 black queen · c2 white pawn · a1 white rook · f1 white king · g1 white rook | 7 |
| 6 | a8 black rook · b8 black knight · c8 black bishop · e8 black king · g8 black knight · h8 black rook · a7 black pawn · d7 black pawn · f7 black pawn · g7 black pawn · h7 black pawn · b5 black pawn · c5 black bishop · d5 white knight · f5 white knight · h5 white pawn · e4 white pawn · f4 white bishop · g4 white pawn · d3 white pawn · f3 white queen · a2 white pawn · b2 black queen · c2 white pawn · a1 white rook · f1 white king · g1 white rook | a8 black rook · b8 black knight · c8 black bishop · e8 black king · g8 black knight · h8 black rook · a7 black pawn · d7 black pawn · f7 black pawn · g7 black pawn · h7 black pawn · b5 black pawn · c5 black bishop · d5 white knight · f5 white knight · h5 white pawn · e4 white pawn · f4 white bishop · g4 white pawn · d3 white pawn · f3 white queen · a2 white pawn · b2 black queen · c2 white pawn · a1 white rook · f1 white king · g1 white rook | a8 black rook · b8 black knight · c8 black bishop · e8 black king · g8 black knight · h8 black rook · a7 black pawn · d7 black pawn · f7 black pawn · g7 black pawn · h7 black pawn · b5 black pawn · c5 black bishop · d5 white knight · f5 white knight · h5 white pawn · e4 white pawn · f4 white bishop · g4 white pawn · d3 white pawn · f3 white queen · a2 white pawn · b2 black queen · c2 white pawn · a1 white rook · f1 white king · g1 white rook | a8 black rook · b8 black knight · c8 black bishop · e8 black king · g8 black knight · h8 black rook · a7 black pawn · d7 black pawn · f7 black pawn · g7 black pawn · h7 black pawn · b5 black pawn · c5 black bishop · d5 white knight · f5 white knight · h5 white pawn · e4 white pawn · f4 white bishop · g4 white pawn · d3 white pawn · f3 white queen · a2 white pawn · b2 black queen · c2 white pawn · a1 white rook · f1 white king · g1 white rook | a8 black rook · b8 black knight · c8 black bishop · e8 black king · g8 black knight · h8 black rook · a7 black pawn · d7 black pawn · f7 black pawn · g7 black pawn · h7 black pawn · b5 black pawn · c5 black bishop · d5 white knight · f5 white knight · h5 white pawn · e4 white pawn · f4 white bishop · g4 white pawn · d3 white pawn · f3 white queen · a2 white pawn · b2 black queen · c2 white pawn · a1 white rook · f1 white king · g1 white rook | a8 black rook · b8 black knight · c8 black bishop · e8 black king · g8 black knight · h8 black rook · a7 black pawn · d7 black pawn · f7 black pawn · g7 black pawn · h7 black pawn · b5 black pawn · c5 black bishop · d5 white knight · f5 white knight · h5 white pawn · e4 white pawn · f4 white bishop · g4 white pawn · d3 white pawn · f3 white queen · a2 white pawn · b2 black queen · c2 white pawn · a1 white rook · f1 white king · g1 white rook | a8 black rook · b8 black knight · c8 black bishop · e8 black king · g8 black knight · h8 black rook · a7 black pawn · d7 black pawn · f7 black pawn · g7 black pawn · h7 black pawn · b5 black pawn · c5 black bishop · d5 white knight · f5 white knight · h5 white pawn · e4 white pawn · f4 white bishop · g4 white pawn · d3 white pawn · f3 white queen · a2 white pawn · b2 black queen · c2 white pawn · a1 white rook · f1 white king · g1 white rook | a8 black rook · b8 black knight · c8 black bishop · e8 black king · g8 black knight · h8 black rook · a7 black pawn · d7 black pawn · f7 black pawn · g7 black pawn · h7 black pawn · b5 black pawn · c5 black bishop · d5 white knight · f5 white knight · h5 white pawn · e4 white pawn · f4 white bishop · g4 white pawn · d3 white pawn · f3 white queen · a2 white pawn · b2 black queen · c2 white pawn · a1 white rook · f1 white king · g1 white rook | 6 |
| 5 | a8 black rook · b8 black knight · c8 black bishop · e8 black king · g8 black knight · h8 black rook · a7 black pawn · d7 black pawn · f7 black pawn · g7 black pawn · h7 black pawn · b5 black pawn · c5 black bishop · d5 white knight · f5 white knight · h5 white pawn · e4 white pawn · f4 white bishop · g4 white pawn · d3 white pawn · f3 white queen · a2 white pawn · b2 black queen · c2 white pawn · a1 white rook · f1 white king · g1 white rook | a8 black rook · b8 black knight · c8 black bishop · e8 black king · g8 black knight · h8 black rook · a7 black pawn · d7 black pawn · f7 black pawn · g7 black pawn · h7 black pawn · b5 black pawn · c5 black bishop · d5 white knight · f5 white knight · h5 white pawn · e4 white pawn · f4 white bishop · g4 white pawn · d3 white pawn · f3 white queen · a2 white pawn · b2 black queen · c2 white pawn · a1 white rook · f1 white king · g1 white rook | a8 black rook · b8 black knight · c8 black bishop · e8 black king · g8 black knight · h8 black rook · a7 black pawn · d7 black pawn · f7 black pawn · g7 black pawn · h7 black pawn · b5 black pawn · c5 black bishop · d5 white knight · f5 white knight · h5 white pawn · e4 white pawn · f4 white bishop · g4 white pawn · d3 white pawn · f3 white queen · a2 white pawn · b2 black queen · c2 white pawn · a1 white rook · f1 white king · g1 white rook | a8 black rook · b8 black knight · c8 black bishop · e8 black king · g8 black knight · h8 black rook · a7 black pawn · d7 black pawn · f7 black pawn · g7 black pawn · h7 black pawn · b5 black pawn · c5 black bishop · d5 white knight · f5 white knight · h5 white pawn · e4 white pawn · f4 white bishop · g4 white pawn · d3 white pawn · f3 white queen · a2 white pawn · b2 black queen · c2 white pawn · a1 white rook · f1 white king · g1 white rook | a8 black rook · b8 black knight · c8 black bishop · e8 black king · g8 black knight · h8 black rook · a7 black pawn · d7 black pawn · f7 black pawn · g7 black pawn · h7 black pawn · b5 black pawn · c5 black bishop · d5 white knight · f5 white knight · h5 white pawn · e4 white pawn · f4 white bishop · g4 white pawn · d3 white pawn · f3 white queen · a2 white pawn · b2 black queen · c2 white pawn · a1 white rook · f1 white king · g1 white rook | a8 black rook · b8 black knight · c8 black bishop · e8 black king · g8 black knight · h8 black rook · a7 black pawn · d7 black pawn · f7 black pawn · g7 black pawn · h7 black pawn · b5 black pawn · c5 black bishop · d5 white knight · f5 white knight · h5 white pawn · e4 white pawn · f4 white bishop · g4 white pawn · d3 white pawn · f3 white queen · a2 white pawn · b2 black queen · c2 white pawn · a1 white rook · f1 white king · g1 white rook | a8 black rook · b8 black knight · c8 black bishop · e8 black king · g8 black knight · h8 black rook · a7 black pawn · d7 black pawn · f7 black pawn · g7 black pawn · h7 black pawn · b5 black pawn · c5 black bishop · d5 white knight · f5 white knight · h5 white pawn · e4 white pawn · f4 white bishop · g4 white pawn · d3 white pawn · f3 white queen · a2 white pawn · b2 black queen · c2 white pawn · a1 white rook · f1 white king · g1 white rook | a8 black rook · b8 black knight · c8 black bishop · e8 black king · g8 black knight · h8 black rook · a7 black pawn · d7 black pawn · f7 black pawn · g7 black pawn · h7 black pawn · b5 black pawn · c5 black bishop · d5 white knight · f5 white knight · h5 white pawn · e4 white pawn · f4 white bishop · g4 white pawn · d3 white pawn · f3 white queen · a2 white pawn · b2 black queen · c2 white pawn · a1 white rook · f1 white king · g1 white rook | 5 |
| 4 | a8 black rook · b8 black knight · c8 black bishop · e8 black king · g8 black knight · h8 black rook · a7 black pawn · d7 black pawn · f7 black pawn · g7 black pawn · h7 black pawn · b5 black pawn · c5 black bishop · d5 white knight · f5 white knight · h5 white pawn · e4 white pawn · f4 white bishop · g4 white pawn · d3 white pawn · f3 white queen · a2 white pawn · b2 black queen · c2 white pawn · a1 white rook · f1 white king · g1 white rook | a8 black rook · b8 black knight · c8 black bishop · e8 black king · g8 black knight · h8 black rook · a7 black pawn · d7 black pawn · f7 black pawn · g7 black pawn · h7 black pawn · b5 black pawn · c5 black bishop · d5 white knight · f5 white knight · h5 white pawn · e4 white pawn · f4 white bishop · g4 white pawn · d3 white pawn · f3 white queen · a2 white pawn · b2 black queen · c2 white pawn · a1 white rook · f1 white king · g1 white rook | a8 black rook · b8 black knight · c8 black bishop · e8 black king · g8 black knight · h8 black rook · a7 black pawn · d7 black pawn · f7 black pawn · g7 black pawn · h7 black pawn · b5 black pawn · c5 black bishop · d5 white knight · f5 white knight · h5 white pawn · e4 white pawn · f4 white bishop · g4 white pawn · d3 white pawn · f3 white queen · a2 white pawn · b2 black queen · c2 white pawn · a1 white rook · f1 white king · g1 white rook | a8 black rook · b8 black knight · c8 black bishop · e8 black king · g8 black knight · h8 black rook · a7 black pawn · d7 black pawn · f7 black pawn · g7 black pawn · h7 black pawn · b5 black pawn · c5 black bishop · d5 white knight · f5 white knight · h5 white pawn · e4 white pawn · f4 white bishop · g4 white pawn · d3 white pawn · f3 white queen · a2 white pawn · b2 black queen · c2 white pawn · a1 white rook · f1 white king · g1 white rook | a8 black rook · b8 black knight · c8 black bishop · e8 black king · g8 black knight · h8 black rook · a7 black pawn · d7 black pawn · f7 black pawn · g7 black pawn · h7 black pawn · b5 black pawn · c5 black bishop · d5 white knight · f5 white knight · h5 white pawn · e4 white pawn · f4 white bishop · g4 white pawn · d3 white pawn · f3 white queen · a2 white pawn · b2 black queen · c2 white pawn · a1 white rook · f1 white king · g1 white rook | a8 black rook · b8 black knight · c8 black bishop · e8 black king · g8 black knight · h8 black rook · a7 black pawn · d7 black pawn · f7 black pawn · g7 black pawn · h7 black pawn · b5 black pawn · c5 black bishop · d5 white knight · f5 white knight · h5 white pawn · e4 white pawn · f4 white bishop · g4 white pawn · d3 white pawn · f3 white queen · a2 white pawn · b2 black queen · c2 white pawn · a1 white rook · f1 white king · g1 white rook | a8 black rook · b8 black knight · c8 black bishop · e8 black king · g8 black knight · h8 black rook · a7 black pawn · d7 black pawn · f7 black pawn · g7 black pawn · h7 black pawn · b5 black pawn · c5 black bishop · d5 white knight · f5 white knight · h5 white pawn · e4 white pawn · f4 white bishop · g4 white pawn · d3 white pawn · f3 white queen · a2 white pawn · b2 black queen · c2 white pawn · a1 white rook · f1 white king · g1 white rook | a8 black rook · b8 black knight · c8 black bishop · e8 black king · g8 black knight · h8 black rook · a7 black pawn · d7 black pawn · f7 black pawn · g7 black pawn · h7 black pawn · b5 black pawn · c5 black bishop · d5 white knight · f5 white knight · h5 white pawn · e4 white pawn · f4 white bishop · g4 white pawn · d3 white pawn · f3 white queen · a2 white pawn · b2 black queen · c2 white pawn · a1 white rook · f1 white king · g1 white rook | 4 |
| 3 | a8 black rook · b8 black knight · c8 black bishop · e8 black king · g8 black knight · h8 black rook · a7 black pawn · d7 black pawn · f7 black pawn · g7 black pawn · h7 black pawn · b5 black pawn · c5 black bishop · d5 white knight · f5 white knight · h5 white pawn · e4 white pawn · f4 white bishop · g4 white pawn · d3 white pawn · f3 white queen · a2 white pawn · b2 black queen · c2 white pawn · a1 white rook · f1 white king · g1 white rook | a8 black rook · b8 black knight · c8 black bishop · e8 black king · g8 black knight · h8 black rook · a7 black pawn · d7 black pawn · f7 black pawn · g7 black pawn · h7 black pawn · b5 black pawn · c5 black bishop · d5 white knight · f5 white knight · h5 white pawn · e4 white pawn · f4 white bishop · g4 white pawn · d3 white pawn · f3 white queen · a2 white pawn · b2 black queen · c2 white pawn · a1 white rook · f1 white king · g1 white rook | a8 black rook · b8 black knight · c8 black bishop · e8 black king · g8 black knight · h8 black rook · a7 black pawn · d7 black pawn · f7 black pawn · g7 black pawn · h7 black pawn · b5 black pawn · c5 black bishop · d5 white knight · f5 white knight · h5 white pawn · e4 white pawn · f4 white bishop · g4 white pawn · d3 white pawn · f3 white queen · a2 white pawn · b2 black queen · c2 white pawn · a1 white rook · f1 white king · g1 white rook | a8 black rook · b8 black knight · c8 black bishop · e8 black king · g8 black knight · h8 black rook · a7 black pawn · d7 black pawn · f7 black pawn · g7 black pawn · h7 black pawn · b5 black pawn · c5 black bishop · d5 white knight · f5 white knight · h5 white pawn · e4 white pawn · f4 white bishop · g4 white pawn · d3 white pawn · f3 white queen · a2 white pawn · b2 black queen · c2 white pawn · a1 white rook · f1 white king · g1 white rook | a8 black rook · b8 black knight · c8 black bishop · e8 black king · g8 black knight · h8 black rook · a7 black pawn · d7 black pawn · f7 black pawn · g7 black pawn · h7 black pawn · b5 black pawn · c5 black bishop · d5 white knight · f5 white knight · h5 white pawn · e4 white pawn · f4 white bishop · g4 white pawn · d3 white pawn · f3 white queen · a2 white pawn · b2 black queen · c2 white pawn · a1 white rook · f1 white king · g1 white rook | a8 black rook · b8 black knight · c8 black bishop · e8 black king · g8 black knight · h8 black rook · a7 black pawn · d7 black pawn · f7 black pawn · g7 black pawn · h7 black pawn · b5 black pawn · c5 black bishop · d5 white knight · f5 white knight · h5 white pawn · e4 white pawn · f4 white bishop · g4 white pawn · d3 white pawn · f3 white queen · a2 white pawn · b2 black queen · c2 white pawn · a1 white rook · f1 white king · g1 white rook | a8 black rook · b8 black knight · c8 black bishop · e8 black king · g8 black knight · h8 black rook · a7 black pawn · d7 black pawn · f7 black pawn · g7 black pawn · h7 black pawn · b5 black pawn · c5 black bishop · d5 white knight · f5 white knight · h5 white pawn · e4 white pawn · f4 white bishop · g4 white pawn · d3 white pawn · f3 white queen · a2 white pawn · b2 black queen · c2 white pawn · a1 white rook · f1 white king · g1 white rook | a8 black rook · b8 black knight · c8 black bishop · e8 black king · g8 black knight · h8 black rook · a7 black pawn · d7 black pawn · f7 black pawn · g7 black pawn · h7 black pawn · b5 black pawn · c5 black bishop · d5 white knight · f5 white knight · h5 white pawn · e4 white pawn · f4 white bishop · g4 white pawn · d3 white pawn · f3 white queen · a2 white pawn · b2 black queen · c2 white pawn · a1 white rook · f1 white king · g1 white rook | 3 |
| 2 | a8 black rook · b8 black knight · c8 black bishop · e8 black king · g8 black knight · h8 black rook · a7 black pawn · d7 black pawn · f7 black pawn · g7 black pawn · h7 black pawn · b5 black pawn · c5 black bishop · d5 white knight · f5 white knight · h5 white pawn · e4 white pawn · f4 white bishop · g4 white pawn · d3 white pawn · f3 white queen · a2 white pawn · b2 black queen · c2 white pawn · a1 white rook · f1 white king · g1 white rook | a8 black rook · b8 black knight · c8 black bishop · e8 black king · g8 black knight · h8 black rook · a7 black pawn · d7 black pawn · f7 black pawn · g7 black pawn · h7 black pawn · b5 black pawn · c5 black bishop · d5 white knight · f5 white knight · h5 white pawn · e4 white pawn · f4 white bishop · g4 white pawn · d3 white pawn · f3 white queen · a2 white pawn · b2 black queen · c2 white pawn · a1 white rook · f1 white king · g1 white rook | a8 black rook · b8 black knight · c8 black bishop · e8 black king · g8 black knight · h8 black rook · a7 black pawn · d7 black pawn · f7 black pawn · g7 black pawn · h7 black pawn · b5 black pawn · c5 black bishop · d5 white knight · f5 white knight · h5 white pawn · e4 white pawn · f4 white bishop · g4 white pawn · d3 white pawn · f3 white queen · a2 white pawn · b2 black queen · c2 white pawn · a1 white rook · f1 white king · g1 white rook | a8 black rook · b8 black knight · c8 black bishop · e8 black king · g8 black knight · h8 black rook · a7 black pawn · d7 black pawn · f7 black pawn · g7 black pawn · h7 black pawn · b5 black pawn · c5 black bishop · d5 white knight · f5 white knight · h5 white pawn · e4 white pawn · f4 white bishop · g4 white pawn · d3 white pawn · f3 white queen · a2 white pawn · b2 black queen · c2 white pawn · a1 white rook · f1 white king · g1 white rook | a8 black rook · b8 black knight · c8 black bishop · e8 black king · g8 black knight · h8 black rook · a7 black pawn · d7 black pawn · f7 black pawn · g7 black pawn · h7 black pawn · b5 black pawn · c5 black bishop · d5 white knight · f5 white knight · h5 white pawn · e4 white pawn · f4 white bishop · g4 white pawn · d3 white pawn · f3 white queen · a2 white pawn · b2 black queen · c2 white pawn · a1 white rook · f1 white king · g1 white rook | a8 black rook · b8 black knight · c8 black bishop · e8 black king · g8 black knight · h8 black rook · a7 black pawn · d7 black pawn · f7 black pawn · g7 black pawn · h7 black pawn · b5 black pawn · c5 black bishop · d5 white knight · f5 white knight · h5 white pawn · e4 white pawn · f4 white bishop · g4 white pawn · d3 white pawn · f3 white queen · a2 white pawn · b2 black queen · c2 white pawn · a1 white rook · f1 white king · g1 white rook | a8 black rook · b8 black knight · c8 black bishop · e8 black king · g8 black knight · h8 black rook · a7 black pawn · d7 black pawn · f7 black pawn · g7 black pawn · h7 black pawn · b5 black pawn · c5 black bishop · d5 white knight · f5 white knight · h5 white pawn · e4 white pawn · f4 white bishop · g4 white pawn · d3 white pawn · f3 white queen · a2 white pawn · b2 black queen · c2 white pawn · a1 white rook · f1 white king · g1 white rook | a8 black rook · b8 black knight · c8 black bishop · e8 black king · g8 black knight · h8 black rook · a7 black pawn · d7 black pawn · f7 black pawn · g7 black pawn · h7 black pawn · b5 black pawn · c5 black bishop · d5 white knight · f5 white knight · h5 white pawn · e4 white pawn · f4 white bishop · g4 white pawn · d3 white pawn · f3 white queen · a2 white pawn · b2 black queen · c2 white pawn · a1 white rook · f1 white king · g1 white rook | 2 |
| 1 | a8 black rook · b8 black knight · c8 black bishop · e8 black king · g8 black knight · h8 black rook · a7 black pawn · d7 black pawn · f7 black pawn · g7 black pawn · h7 black pawn · b5 black pawn · c5 black bishop · d5 white knight · f5 white knight · h5 white pawn · e4 white pawn · f4 white bishop · g4 white pawn · d3 white pawn · f3 white queen · a2 white pawn · b2 black queen · c2 white pawn · a1 white rook · f1 white king · g1 white rook | a8 black rook · b8 black knight · c8 black bishop · e8 black king · g8 black knight · h8 black rook · a7 black pawn · d7 black pawn · f7 black pawn · g7 black pawn · h7 black pawn · b5 black pawn · c5 black bishop · d5 white knight · f5 white knight · h5 white pawn · e4 white pawn · f4 white bishop · g4 white pawn · d3 white pawn · f3 white queen · a2 white pawn · b2 black queen · c2 white pawn · a1 white rook · f1 white king · g1 white rook | a8 black rook · b8 black knight · c8 black bishop · e8 black king · g8 black knight · h8 black rook · a7 black pawn · d7 black pawn · f7 black pawn · g7 black pawn · h7 black pawn · b5 black pawn · c5 black bishop · d5 white knight · f5 white knight · h5 white pawn · e4 white pawn · f4 white bishop · g4 white pawn · d3 white pawn · f3 white queen · a2 white pawn · b2 black queen · c2 white pawn · a1 white rook · f1 white king · g1 white rook | a8 black rook · b8 black knight · c8 black bishop · e8 black king · g8 black knight · h8 black rook · a7 black pawn · d7 black pawn · f7 black pawn · g7 black pawn · h7 black pawn · b5 black pawn · c5 black bishop · d5 white knight · f5 white knight · h5 white pawn · e4 white pawn · f4 white bishop · g4 white pawn · d3 white pawn · f3 white queen · a2 white pawn · b2 black queen · c2 white pawn · a1 white rook · f1 white king · g1 white rook | a8 black rook · b8 black knight · c8 black bishop · e8 black king · g8 black knight · h8 black rook · a7 black pawn · d7 black pawn · f7 black pawn · g7 black pawn · h7 black pawn · b5 black pawn · c5 black bishop · d5 white knight · f5 white knight · h5 white pawn · e4 white pawn · f4 white bishop · g4 white pawn · d3 white pawn · f3 white queen · a2 white pawn · b2 black queen · c2 white pawn · a1 white rook · f1 white king · g1 white rook | a8 black rook · b8 black knight · c8 black bishop · e8 black king · g8 black knight · h8 black rook · a7 black pawn · d7 black pawn · f7 black pawn · g7 black pawn · h7 black pawn · b5 black pawn · c5 black bishop · d5 white knight · f5 white knight · h5 white pawn · e4 white pawn · f4 white bishop · g4 white pawn · d3 white pawn · f3 white queen · a2 white pawn · b2 black queen · c2 white pawn · a1 white rook · f1 white king · g1 white rook | a8 black rook · b8 black knight · c8 black bishop · e8 black king · g8 black knight · h8 black rook · a7 black pawn · d7 black pawn · f7 black pawn · g7 black pawn · h7 black pawn · b5 black pawn · c5 black bishop · d5 white knight · f5 white knight · h5 white pawn · e4 white pawn · f4 white bishop · g4 white pawn · d3 white pawn · f3 white queen · a2 white pawn · b2 black queen · c2 white pawn · a1 white rook · f1 white king · g1 white rook | a8 black rook · b8 black knight · c8 black bishop · e8 black king · g8 black knight · h8 black rook · a7 black pawn · d7 black pawn · f7 black pawn · g7 black pawn · h7 black pawn · b5 black pawn · c5 black bishop · d5 white knight · f5 white knight · h5 white pawn · e4 white pawn · f4 white bishop · g4 white pawn · d3 white pawn · f3 white queen · a2 white pawn · b2 black queen · c2 white pawn · a1 white rook · f1 white king · g1 white rook | 1 |
|   | a | b | c | d | e | f | g | h |   |

17... Hxb2
Đen ăn Tốt, và dọa ăn tiếp Xe ở a1 kèm theo nước chiếu Vua.
18. Td6!
Với nước đi này Trắng hi sinh, mời đối phương ăn cả hai Xe. Hübner nhận xét về nước đi, từ thế trận lúc này, rằng thực sự Trắng có nhiều cách để chiến thắng, và ông cho rằng có ít nhất ba nước đi tốt hơn 18.Td6: 18.d4, 18.Te3, hoặc 18.Xe1. Những nước này sẽ dẫn đến một thế trận mạnh hoặc có thể chiếu "mat" đối phương mà không cần phải thí quá nhiều quân. Chương trình máy tính Chessmaster chú thích: "điểm cơ bản của nước 18.Td6 là đánh lạc hướng Hậu Đen khỏi đường chéo a1-h8. Lúc này Đen không thể 18...Txd6? 19.Mxd6+ Vd8 20.Mxf7+ Ve8 21.Md6+ Vd8 22.Hf8#." Garry Kasparov bình luận rằng thế giới cờ vua sẽ mất đi một "vương miện châu báu" của nó nếu ván đấu tiếp diễn với một phong cách thời trang không ngoạn mục. Nước Td6 là một bất ngờ, vì Trắng sẵn lòng hiến dâng rất nhiều chất (quân).
18... Txg1?
Nước đi dẫn đến thất bại của Đen. Vào năm 1879, Wilhelm Steinitz đề xuất rằng một nước tốt hơn là 18...Ha1+; tiếp theo có thể là 19.Ve2 Hb2 20.Vd2 Txg1.
19. e5!
Đen có thể ăn nốt Xe còn lại, nhưng nước 19.e5! đã bịt đường lui về phòng thủ của Hậu, đồng thời đe dọa "mat" trong hai nước với: 19.Mxg7+ Vd8 20.Tc7#.
19... Hxa1+ 20. Ve2
Lúc này, Đen đã hết lực, họ có Hậu và Tượng ở hàng ngang cuối của Trắng nhưng không đủ để có thể phối hợp tạo ra một đợt tấn công ngay, trong khi đó tình thế Vua của họ đang hết sức nguy hiểm. Theo như Kieseritzky, ông đã chịu thua ngay lúc này. Hübner cho rằng Kiesertizky có lẽ đã chơi 20...Ma6, nhưng sau đó Anderssen đã thực hiện nước chiếu hết. Trong cuốn sách The Oxford Companion to Chess có trích dẫn nội dung từ một ấn phẩm năm 1851, cũng cho rằng Đen đã đầu hàng tại thời điểm này. Dù bất kể trường hợp nào, đã có một sự nghi ngờ về việc liệu những nước đi cuối có thực sự được chơi vào thời điểm ván đấu diễn ra hay không.
|   | a | b | c | d | e | f | g | h |   |
| 8 | a8 black rook · c8 black bishop · d8 black king · g8 black knight · h8 black rook · a7 black pawn · d7 black pawn · f7 black pawn · g7 white knight · h7 black pawn · a6 black knight · d6 white bishop · f6 white queen · b5 black pawn · d5 white knight · e5 white pawn · h5 white pawn · g4 white pawn · d3 white pawn · a2 white pawn · c2 white pawn · e2 white king · a1 black queen · g1 black bishop | a8 black rook · c8 black bishop · d8 black king · g8 black knight · h8 black rook · a7 black pawn · d7 black pawn · f7 black pawn · g7 white knight · h7 black pawn · a6 black knight · d6 white bishop · f6 white queen · b5 black pawn · d5 white knight · e5 white pawn · h5 white pawn · g4 white pawn · d3 white pawn · a2 white pawn · c2 white pawn · e2 white king · a1 black queen · g1 black bishop | a8 black rook · c8 black bishop · d8 black king · g8 black knight · h8 black rook · a7 black pawn · d7 black pawn · f7 black pawn · g7 white knight · h7 black pawn · a6 black knight · d6 white bishop · f6 white queen · b5 black pawn · d5 white knight · e5 white pawn · h5 white pawn · g4 white pawn · d3 white pawn · a2 white pawn · c2 white pawn · e2 white king · a1 black queen · g1 black bishop | a8 black rook · c8 black bishop · d8 black king · g8 black knight · h8 black rook · a7 black pawn · d7 black pawn · f7 black pawn · g7 white knight · h7 black pawn · a6 black knight · d6 white bishop · f6 white queen · b5 black pawn · d5 white knight · e5 white pawn · h5 white pawn · g4 white pawn · d3 white pawn · a2 white pawn · c2 white pawn · e2 white king · a1 black queen · g1 black bishop | a8 black rook · c8 black bishop · d8 black king · g8 black knight · h8 black rook · a7 black pawn · d7 black pawn · f7 black pawn · g7 white knight · h7 black pawn · a6 black knight · d6 white bishop · f6 white queen · b5 black pawn · d5 white knight · e5 white pawn · h5 white pawn · g4 white pawn · d3 white pawn · a2 white pawn · c2 white pawn · e2 white king · a1 black queen · g1 black bishop | a8 black rook · c8 black bishop · d8 black king · g8 black knight · h8 black rook · a7 black pawn · d7 black pawn · f7 black pawn · g7 white knight · h7 black pawn · a6 black knight · d6 white bishop · f6 white queen · b5 black pawn · d5 white knight · e5 white pawn · h5 white pawn · g4 white pawn · d3 white pawn · a2 white pawn · c2 white pawn · e2 white king · a1 black queen · g1 black bishop | a8 black rook · c8 black bishop · d8 black king · g8 black knight · h8 black rook · a7 black pawn · d7 black pawn · f7 black pawn · g7 white knight · h7 black pawn · a6 black knight · d6 white bishop · f6 white queen · b5 black pawn · d5 white knight · e5 white pawn · h5 white pawn · g4 white pawn · d3 white pawn · a2 white pawn · c2 white pawn · e2 white king · a1 black queen · g1 black bishop | a8 black rook · c8 black bishop · d8 black king · g8 black knight · h8 black rook · a7 black pawn · d7 black pawn · f7 black pawn · g7 white knight · h7 black pawn · a6 black knight · d6 white bishop · f6 white queen · b5 black pawn · d5 white knight · e5 white pawn · h5 white pawn · g4 white pawn · d3 white pawn · a2 white pawn · c2 white pawn · e2 white king · a1 black queen · g1 black bishop | 8 |
| 7 | a8 black rook · c8 black bishop · d8 black king · g8 black knight · h8 black rook · a7 black pawn · d7 black pawn · f7 black pawn · g7 white knight · h7 black pawn · a6 black knight · d6 white bishop · f6 white queen · b5 black pawn · d5 white knight · e5 white pawn · h5 white pawn · g4 white pawn · d3 white pawn · a2 white pawn · c2 white pawn · e2 white king · a1 black queen · g1 black bishop | a8 black rook · c8 black bishop · d8 black king · g8 black knight · h8 black rook · a7 black pawn · d7 black pawn · f7 black pawn · g7 white knight · h7 black pawn · a6 black knight · d6 white bishop · f6 white queen · b5 black pawn · d5 white knight · e5 white pawn · h5 white pawn · g4 white pawn · d3 white pawn · a2 white pawn · c2 white pawn · e2 white king · a1 black queen · g1 black bishop | a8 black rook · c8 black bishop · d8 black king · g8 black knight · h8 black rook · a7 black pawn · d7 black pawn · f7 black pawn · g7 white knight · h7 black pawn · a6 black knight · d6 white bishop · f6 white queen · b5 black pawn · d5 white knight · e5 white pawn · h5 white pawn · g4 white pawn · d3 white pawn · a2 white pawn · c2 white pawn · e2 white king · a1 black queen · g1 black bishop | a8 black rook · c8 black bishop · d8 black king · g8 black knight · h8 black rook · a7 black pawn · d7 black pawn · f7 black pawn · g7 white knight · h7 black pawn · a6 black knight · d6 white bishop · f6 white queen · b5 black pawn · d5 white knight · e5 white pawn · h5 white pawn · g4 white pawn · d3 white pawn · a2 white pawn · c2 white pawn · e2 white king · a1 black queen · g1 black bishop | a8 black rook · c8 black bishop · d8 black king · g8 black knight · h8 black rook · a7 black pawn · d7 black pawn · f7 black pawn · g7 white knight · h7 black pawn · a6 black knight · d6 white bishop · f6 white queen · b5 black pawn · d5 white knight · e5 white pawn · h5 white pawn · g4 white pawn · d3 white pawn · a2 white pawn · c2 white pawn · e2 white king · a1 black queen · g1 black bishop | a8 black rook · c8 black bishop · d8 black king · g8 black knight · h8 black rook · a7 black pawn · d7 black pawn · f7 black pawn · g7 white knight · h7 black pawn · a6 black knight · d6 white bishop · f6 white queen · b5 black pawn · d5 white knight · e5 white pawn · h5 white pawn · g4 white pawn · d3 white pawn · a2 white pawn · c2 white pawn · e2 white king · a1 black queen · g1 black bishop | a8 black rook · c8 black bishop · d8 black king · g8 black knight · h8 black rook · a7 black pawn · d7 black pawn · f7 black pawn · g7 white knight · h7 black pawn · a6 black knight · d6 white bishop · f6 white queen · b5 black pawn · d5 white knight · e5 white pawn · h5 white pawn · g4 white pawn · d3 white pawn · a2 white pawn · c2 white pawn · e2 white king · a1 black queen · g1 black bishop | a8 black rook · c8 black bishop · d8 black king · g8 black knight · h8 black rook · a7 black pawn · d7 black pawn · f7 black pawn · g7 white knight · h7 black pawn · a6 black knight · d6 white bishop · f6 white queen · b5 black pawn · d5 white knight · e5 white pawn · h5 white pawn · g4 white pawn · d3 white pawn · a2 white pawn · c2 white pawn · e2 white king · a1 black queen · g1 black bishop | 7 |
| 6 | a8 black rook · c8 black bishop · d8 black king · g8 black knight · h8 black rook · a7 black pawn · d7 black pawn · f7 black pawn · g7 white knight · h7 black pawn · a6 black knight · d6 white bishop · f6 white queen · b5 black pawn · d5 white knight · e5 white pawn · h5 white pawn · g4 white pawn · d3 white pawn · a2 white pawn · c2 white pawn · e2 white king · a1 black queen · g1 black bishop | a8 black rook · c8 black bishop · d8 black king · g8 black knight · h8 black rook · a7 black pawn · d7 black pawn · f7 black pawn · g7 white knight · h7 black pawn · a6 black knight · d6 white bishop · f6 white queen · b5 black pawn · d5 white knight · e5 white pawn · h5 white pawn · g4 white pawn · d3 white pawn · a2 white pawn · c2 white pawn · e2 white king · a1 black queen · g1 black bishop | a8 black rook · c8 black bishop · d8 black king · g8 black knight · h8 black rook · a7 black pawn · d7 black pawn · f7 black pawn · g7 white knight · h7 black pawn · a6 black knight · d6 white bishop · f6 white queen · b5 black pawn · d5 white knight · e5 white pawn · h5 white pawn · g4 white pawn · d3 white pawn · a2 white pawn · c2 white pawn · e2 white king · a1 black queen · g1 black bishop | a8 black rook · c8 black bishop · d8 black king · g8 black knight · h8 black rook · a7 black pawn · d7 black pawn · f7 black pawn · g7 white knight · h7 black pawn · a6 black knight · d6 white bishop · f6 white queen · b5 black pawn · d5 white knight · e5 white pawn · h5 white pawn · g4 white pawn · d3 white pawn · a2 white pawn · c2 white pawn · e2 white king · a1 black queen · g1 black bishop | a8 black rook · c8 black bishop · d8 black king · g8 black knight · h8 black rook · a7 black pawn · d7 black pawn · f7 black pawn · g7 white knight · h7 black pawn · a6 black knight · d6 white bishop · f6 white queen · b5 black pawn · d5 white knight · e5 white pawn · h5 white pawn · g4 white pawn · d3 white pawn · a2 white pawn · c2 white pawn · e2 white king · a1 black queen · g1 black bishop | a8 black rook · c8 black bishop · d8 black king · g8 black knight · h8 black rook · a7 black pawn · d7 black pawn · f7 black pawn · g7 white knight · h7 black pawn · a6 black knight · d6 white bishop · f6 white queen · b5 black pawn · d5 white knight · e5 white pawn · h5 white pawn · g4 white pawn · d3 white pawn · a2 white pawn · c2 white pawn · e2 white king · a1 black queen · g1 black bishop | a8 black rook · c8 black bishop · d8 black king · g8 black knight · h8 black rook · a7 black pawn · d7 black pawn · f7 black pawn · g7 white knight · h7 black pawn · a6 black knight · d6 white bishop · f6 white queen · b5 black pawn · d5 white knight · e5 white pawn · h5 white pawn · g4 white pawn · d3 white pawn · a2 white pawn · c2 white pawn · e2 white king · a1 black queen · g1 black bishop | a8 black rook · c8 black bishop · d8 black king · g8 black knight · h8 black rook · a7 black pawn · d7 black pawn · f7 black pawn · g7 white knight · h7 black pawn · a6 black knight · d6 white bishop · f6 white queen · b5 black pawn · d5 white knight · e5 white pawn · h5 white pawn · g4 white pawn · d3 white pawn · a2 white pawn · c2 white pawn · e2 white king · a1 black queen · g1 black bishop | 6 |
| 5 | a8 black rook · c8 black bishop · d8 black king · g8 black knight · h8 black rook · a7 black pawn · d7 black pawn · f7 black pawn · g7 white knight · h7 black pawn · a6 black knight · d6 white bishop · f6 white queen · b5 black pawn · d5 white knight · e5 white pawn · h5 white pawn · g4 white pawn · d3 white pawn · a2 white pawn · c2 white pawn · e2 white king · a1 black queen · g1 black bishop | a8 black rook · c8 black bishop · d8 black king · g8 black knight · h8 black rook · a7 black pawn · d7 black pawn · f7 black pawn · g7 white knight · h7 black pawn · a6 black knight · d6 white bishop · f6 white queen · b5 black pawn · d5 white knight · e5 white pawn · h5 white pawn · g4 white pawn · d3 white pawn · a2 white pawn · c2 white pawn · e2 white king · a1 black queen · g1 black bishop | a8 black rook · c8 black bishop · d8 black king · g8 black knight · h8 black rook · a7 black pawn · d7 black pawn · f7 black pawn · g7 white knight · h7 black pawn · a6 black knight · d6 white bishop · f6 white queen · b5 black pawn · d5 white knight · e5 white pawn · h5 white pawn · g4 white pawn · d3 white pawn · a2 white pawn · c2 white pawn · e2 white king · a1 black queen · g1 black bishop | a8 black rook · c8 black bishop · d8 black king · g8 black knight · h8 black rook · a7 black pawn · d7 black pawn · f7 black pawn · g7 white knight · h7 black pawn · a6 black knight · d6 white bishop · f6 white queen · b5 black pawn · d5 white knight · e5 white pawn · h5 white pawn · g4 white pawn · d3 white pawn · a2 white pawn · c2 white pawn · e2 white king · a1 black queen · g1 black bishop | a8 black rook · c8 black bishop · d8 black king · g8 black knight · h8 black rook · a7 black pawn · d7 black pawn · f7 black pawn · g7 white knight · h7 black pawn · a6 black knight · d6 white bishop · f6 white queen · b5 black pawn · d5 white knight · e5 white pawn · h5 white pawn · g4 white pawn · d3 white pawn · a2 white pawn · c2 white pawn · e2 white king · a1 black queen · g1 black bishop | a8 black rook · c8 black bishop · d8 black king · g8 black knight · h8 black rook · a7 black pawn · d7 black pawn · f7 black pawn · g7 white knight · h7 black pawn · a6 black knight · d6 white bishop · f6 white queen · b5 black pawn · d5 white knight · e5 white pawn · h5 white pawn · g4 white pawn · d3 white pawn · a2 white pawn · c2 white pawn · e2 white king · a1 black queen · g1 black bishop | a8 black rook · c8 black bishop · d8 black king · g8 black knight · h8 black rook · a7 black pawn · d7 black pawn · f7 black pawn · g7 white knight · h7 black pawn · a6 black knight · d6 white bishop · f6 white queen · b5 black pawn · d5 white knight · e5 white pawn · h5 white pawn · g4 white pawn · d3 white pawn · a2 white pawn · c2 white pawn · e2 white king · a1 black queen · g1 black bishop | a8 black rook · c8 black bishop · d8 black king · g8 black knight · h8 black rook · a7 black pawn · d7 black pawn · f7 black pawn · g7 white knight · h7 black pawn · a6 black knight · d6 white bishop · f6 white queen · b5 black pawn · d5 white knight · e5 white pawn · h5 white pawn · g4 white pawn · d3 white pawn · a2 white pawn · c2 white pawn · e2 white king · a1 black queen · g1 black bishop | 5 |
| 4 | a8 black rook · c8 black bishop · d8 black king · g8 black knight · h8 black rook · a7 black pawn · d7 black pawn · f7 black pawn · g7 white knight · h7 black pawn · a6 black knight · d6 white bishop · f6 white queen · b5 black pawn · d5 white knight · e5 white pawn · h5 white pawn · g4 white pawn · d3 white pawn · a2 white pawn · c2 white pawn · e2 white king · a1 black queen · g1 black bishop | a8 black rook · c8 black bishop · d8 black king · g8 black knight · h8 black rook · a7 black pawn · d7 black pawn · f7 black pawn · g7 white knight · h7 black pawn · a6 black knight · d6 white bishop · f6 white queen · b5 black pawn · d5 white knight · e5 white pawn · h5 white pawn · g4 white pawn · d3 white pawn · a2 white pawn · c2 white pawn · e2 white king · a1 black queen · g1 black bishop | a8 black rook · c8 black bishop · d8 black king · g8 black knight · h8 black rook · a7 black pawn · d7 black pawn · f7 black pawn · g7 white knight · h7 black pawn · a6 black knight · d6 white bishop · f6 white queen · b5 black pawn · d5 white knight · e5 white pawn · h5 white pawn · g4 white pawn · d3 white pawn · a2 white pawn · c2 white pawn · e2 white king · a1 black queen · g1 black bishop | a8 black rook · c8 black bishop · d8 black king · g8 black knight · h8 black rook · a7 black pawn · d7 black pawn · f7 black pawn · g7 white knight · h7 black pawn · a6 black knight · d6 white bishop · f6 white queen · b5 black pawn · d5 white knight · e5 white pawn · h5 white pawn · g4 white pawn · d3 white pawn · a2 white pawn · c2 white pawn · e2 white king · a1 black queen · g1 black bishop | a8 black rook · c8 black bishop · d8 black king · g8 black knight · h8 black rook · a7 black pawn · d7 black pawn · f7 black pawn · g7 white knight · h7 black pawn · a6 black knight · d6 white bishop · f6 white queen · b5 black pawn · d5 white knight · e5 white pawn · h5 white pawn · g4 white pawn · d3 white pawn · a2 white pawn · c2 white pawn · e2 white king · a1 black queen · g1 black bishop | a8 black rook · c8 black bishop · d8 black king · g8 black knight · h8 black rook · a7 black pawn · d7 black pawn · f7 black pawn · g7 white knight · h7 black pawn · a6 black knight · d6 white bishop · f6 white queen · b5 black pawn · d5 white knight · e5 white pawn · h5 white pawn · g4 white pawn · d3 white pawn · a2 white pawn · c2 white pawn · e2 white king · a1 black queen · g1 black bishop | a8 black rook · c8 black bishop · d8 black king · g8 black knight · h8 black rook · a7 black pawn · d7 black pawn · f7 black pawn · g7 white knight · h7 black pawn · a6 black knight · d6 white bishop · f6 white queen · b5 black pawn · d5 white knight · e5 white pawn · h5 white pawn · g4 white pawn · d3 white pawn · a2 white pawn · c2 white pawn · e2 white king · a1 black queen · g1 black bishop | a8 black rook · c8 black bishop · d8 black king · g8 black knight · h8 black rook · a7 black pawn · d7 black pawn · f7 black pawn · g7 white knight · h7 black pawn · a6 black knight · d6 white bishop · f6 white queen · b5 black pawn · d5 white knight · e5 white pawn · h5 white pawn · g4 white pawn · d3 white pawn · a2 white pawn · c2 white pawn · e2 white king · a1 black queen · g1 black bishop | 4 |
| 3 | a8 black rook · c8 black bishop · d8 black king · g8 black knight · h8 black rook · a7 black pawn · d7 black pawn · f7 black pawn · g7 white knight · h7 black pawn · a6 black knight · d6 white bishop · f6 white queen · b5 black pawn · d5 white knight · e5 white pawn · h5 white pawn · g4 white pawn · d3 white pawn · a2 white pawn · c2 white pawn · e2 white king · a1 black queen · g1 black bishop | a8 black rook · c8 black bishop · d8 black king · g8 black knight · h8 black rook · a7 black pawn · d7 black pawn · f7 black pawn · g7 white knight · h7 black pawn · a6 black knight · d6 white bishop · f6 white queen · b5 black pawn · d5 white knight · e5 white pawn · h5 white pawn · g4 white pawn · d3 white pawn · a2 white pawn · c2 white pawn · e2 white king · a1 black queen · g1 black bishop | a8 black rook · c8 black bishop · d8 black king · g8 black knight · h8 black rook · a7 black pawn · d7 black pawn · f7 black pawn · g7 white knight · h7 black pawn · a6 black knight · d6 white bishop · f6 white queen · b5 black pawn · d5 white knight · e5 white pawn · h5 white pawn · g4 white pawn · d3 white pawn · a2 white pawn · c2 white pawn · e2 white king · a1 black queen · g1 black bishop | a8 black rook · c8 black bishop · d8 black king · g8 black knight · h8 black rook · a7 black pawn · d7 black pawn · f7 black pawn · g7 white knight · h7 black pawn · a6 black knight · d6 white bishop · f6 white queen · b5 black pawn · d5 white knight · e5 white pawn · h5 white pawn · g4 white pawn · d3 white pawn · a2 white pawn · c2 white pawn · e2 white king · a1 black queen · g1 black bishop | a8 black rook · c8 black bishop · d8 black king · g8 black knight · h8 black rook · a7 black pawn · d7 black pawn · f7 black pawn · g7 white knight · h7 black pawn · a6 black knight · d6 white bishop · f6 white queen · b5 black pawn · d5 white knight · e5 white pawn · h5 white pawn · g4 white pawn · d3 white pawn · a2 white pawn · c2 white pawn · e2 white king · a1 black queen · g1 black bishop | a8 black rook · c8 black bishop · d8 black king · g8 black knight · h8 black rook · a7 black pawn · d7 black pawn · f7 black pawn · g7 white knight · h7 black pawn · a6 black knight · d6 white bishop · f6 white queen · b5 black pawn · d5 white knight · e5 white pawn · h5 white pawn · g4 white pawn · d3 white pawn · a2 white pawn · c2 white pawn · e2 white king · a1 black queen · g1 black bishop | a8 black rook · c8 black bishop · d8 black king · g8 black knight · h8 black rook · a7 black pawn · d7 black pawn · f7 black pawn · g7 white knight · h7 black pawn · a6 black knight · d6 white bishop · f6 white queen · b5 black pawn · d5 white knight · e5 white pawn · h5 white pawn · g4 white pawn · d3 white pawn · a2 white pawn · c2 white pawn · e2 white king · a1 black queen · g1 black bishop | a8 black rook · c8 black bishop · d8 black king · g8 black knight · h8 black rook · a7 black pawn · d7 black pawn · f7 black pawn · g7 white knight · h7 black pawn · a6 black knight · d6 white bishop · f6 white queen · b5 black pawn · d5 white knight · e5 white pawn · h5 white pawn · g4 white pawn · d3 white pawn · a2 white pawn · c2 white pawn · e2 white king · a1 black queen · g1 black bishop | 3 |
| 2 | a8 black rook · c8 black bishop · d8 black king · g8 black knight · h8 black rook · a7 black pawn · d7 black pawn · f7 black pawn · g7 white knight · h7 black pawn · a6 black knight · d6 white bishop · f6 white queen · b5 black pawn · d5 white knight · e5 white pawn · h5 white pawn · g4 white pawn · d3 white pawn · a2 white pawn · c2 white pawn · e2 white king · a1 black queen · g1 black bishop | a8 black rook · c8 black bishop · d8 black king · g8 black knight · h8 black rook · a7 black pawn · d7 black pawn · f7 black pawn · g7 white knight · h7 black pawn · a6 black knight · d6 white bishop · f6 white queen · b5 black pawn · d5 white knight · e5 white pawn · h5 white pawn · g4 white pawn · d3 white pawn · a2 white pawn · c2 white pawn · e2 white king · a1 black queen · g1 black bishop | a8 black rook · c8 black bishop · d8 black king · g8 black knight · h8 black rook · a7 black pawn · d7 black pawn · f7 black pawn · g7 white knight · h7 black pawn · a6 black knight · d6 white bishop · f6 white queen · b5 black pawn · d5 white knight · e5 white pawn · h5 white pawn · g4 white pawn · d3 white pawn · a2 white pawn · c2 white pawn · e2 white king · a1 black queen · g1 black bishop | a8 black rook · c8 black bishop · d8 black king · g8 black knight · h8 black rook · a7 black pawn · d7 black pawn · f7 black pawn · g7 white knight · h7 black pawn · a6 black knight · d6 white bishop · f6 white queen · b5 black pawn · d5 white knight · e5 white pawn · h5 white pawn · g4 white pawn · d3 white pawn · a2 white pawn · c2 white pawn · e2 white king · a1 black queen · g1 black bishop | a8 black rook · c8 black bishop · d8 black king · g8 black knight · h8 black rook · a7 black pawn · d7 black pawn · f7 black pawn · g7 white knight · h7 black pawn · a6 black knight · d6 white bishop · f6 white queen · b5 black pawn · d5 white knight · e5 white pawn · h5 white pawn · g4 white pawn · d3 white pawn · a2 white pawn · c2 white pawn · e2 white king · a1 black queen · g1 black bishop | a8 black rook · c8 black bishop · d8 black king · g8 black knight · h8 black rook · a7 black pawn · d7 black pawn · f7 black pawn · g7 white knight · h7 black pawn · a6 black knight · d6 white bishop · f6 white queen · b5 black pawn · d5 white knight · e5 white pawn · h5 white pawn · g4 white pawn · d3 white pawn · a2 white pawn · c2 white pawn · e2 white king · a1 black queen · g1 black bishop | a8 black rook · c8 black bishop · d8 black king · g8 black knight · h8 black rook · a7 black pawn · d7 black pawn · f7 black pawn · g7 white knight · h7 black pawn · a6 black knight · d6 white bishop · f6 white queen · b5 black pawn · d5 white knight · e5 white pawn · h5 white pawn · g4 white pawn · d3 white pawn · a2 white pawn · c2 white pawn · e2 white king · a1 black queen · g1 black bishop | a8 black rook · c8 black bishop · d8 black king · g8 black knight · h8 black rook · a7 black pawn · d7 black pawn · f7 black pawn · g7 white knight · h7 black pawn · a6 black knight · d6 white bishop · f6 white queen · b5 black pawn · d5 white knight · e5 white pawn · h5 white pawn · g4 white pawn · d3 white pawn · a2 white pawn · c2 white pawn · e2 white king · a1 black queen · g1 black bishop | 2 |
| 1 | a8 black rook · c8 black bishop · d8 black king · g8 black knight · h8 black rook · a7 black pawn · d7 black pawn · f7 black pawn · g7 white knight · h7 black pawn · a6 black knight · d6 white bishop · f6 white queen · b5 black pawn · d5 white knight · e5 white pawn · h5 white pawn · g4 white pawn · d3 white pawn · a2 white pawn · c2 white pawn · e2 white king · a1 black queen · g1 black bishop | a8 black rook · c8 black bishop · d8 black king · g8 black knight · h8 black rook · a7 black pawn · d7 black pawn · f7 black pawn · g7 white knight · h7 black pawn · a6 black knight · d6 white bishop · f6 white queen · b5 black pawn · d5 white knight · e5 white pawn · h5 white pawn · g4 white pawn · d3 white pawn · a2 white pawn · c2 white pawn · e2 white king · a1 black queen · g1 black bishop | a8 black rook · c8 black bishop · d8 black king · g8 black knight · h8 black rook · a7 black pawn · d7 black pawn · f7 black pawn · g7 white knight · h7 black pawn · a6 black knight · d6 white bishop · f6 white queen · b5 black pawn · d5 white knight · e5 white pawn · h5 white pawn · g4 white pawn · d3 white pawn · a2 white pawn · c2 white pawn · e2 white king · a1 black queen · g1 black bishop | a8 black rook · c8 black bishop · d8 black king · g8 black knight · h8 black rook · a7 black pawn · d7 black pawn · f7 black pawn · g7 white knight · h7 black pawn · a6 black knight · d6 white bishop · f6 white queen · b5 black pawn · d5 white knight · e5 white pawn · h5 white pawn · g4 white pawn · d3 white pawn · a2 white pawn · c2 white pawn · e2 white king · a1 black queen · g1 black bishop | a8 black rook · c8 black bishop · d8 black king · g8 black knight · h8 black rook · a7 black pawn · d7 black pawn · f7 black pawn · g7 white knight · h7 black pawn · a6 black knight · d6 white bishop · f6 white queen · b5 black pawn · d5 white knight · e5 white pawn · h5 white pawn · g4 white pawn · d3 white pawn · a2 white pawn · c2 white pawn · e2 white king · a1 black queen · g1 black bishop | a8 black rook · c8 black bishop · d8 black king · g8 black knight · h8 black rook · a7 black pawn · d7 black pawn · f7 black pawn · g7 white knight · h7 black pawn · a6 black knight · d6 white bishop · f6 white queen · b5 black pawn · d5 white knight · e5 white pawn · h5 white pawn · g4 white pawn · d3 white pawn · a2 white pawn · c2 white pawn · e2 white king · a1 black queen · g1 black bishop | a8 black rook · c8 black bishop · d8 black king · g8 black knight · h8 black rook · a7 black pawn · d7 black pawn · f7 black pawn · g7 white knight · h7 black pawn · a6 black knight · d6 white bishop · f6 white queen · b5 black pawn · d5 white knight · e5 white pawn · h5 white pawn · g4 white pawn · d3 white pawn · a2 white pawn · c2 white pawn · e2 white king · a1 black queen · g1 black bishop | a8 black rook · c8 black bishop · d8 black king · g8 black knight · h8 black rook · a7 black pawn · d7 black pawn · f7 black pawn · g7 white knight · h7 black pawn · a6 black knight · d6 white bishop · f6 white queen · b5 black pawn · d5 white knight · e5 white pawn · h5 white pawn · g4 white pawn · d3 white pawn · a2 white pawn · c2 white pawn · e2 white king · a1 black queen · g1 black bishop | 1 |
|   | a | b | c | d | e | f | g | h |   |

20... Ma6
Nước đi nhằm bảo vệ ô c7 do Trắng đang đe dọa 21.Mxg7+ Vd8 và 22.Tc7#. Một nỗ lực phòng thủ khác là 20...Ta6 mở đường cho Vua chạy qua c8 và b7, dù vậy Trắng vẫn sẽ thắng với 21.Mc7+ Vd8 và 22.Mxa6, nếu giờ 22...Hxa2 (để bảo vệ ô f7 phòng trường hợp Tc7+, Md6+ và Hxf7#) Trắng có thể chơi 23.Tc7+ Ve8 24.Mb4 và thắng; hoặc nếu 22...Tb6 (ngăn nước Tc7+) sẽ 23.Hxa8 Hc3 24.Hxb8+ Hc8 25.Hxc8+ Vxc8 26.Tf8 h6 27.Md6+ Vd8 28.Mxf7+ Ve8 29.Mxh8 Vxf8 và Trắng sẽ thắng trong Tàn cuộc.
21. Mxg7+ Vd8 22. Hf6+!
Nước thí Hậu buộc Đen không thể phòng thủ ô e7 được nữa.
22... Mxf6 23. Te7# 1–0
Thời điểm ván đấu kết thúc, lực lượng của Đen nhiều hơn Trắng đáng kể: hơn một Hậu, hai Xe và một Tượng. Tuy nhiên lợi thế hơn quân đó không giúp gì được cho Đen khi Trắng đã chiếu mat với hai Mã và một Tượng còn lại.
Savielly Tartakower đã mô tả đây là "một ván đấu đẹp".